# Le Val-d'Ajol
Le Val-d'Ajol est une commune française située dans le département des Vosges, en région Grand Est.

## Géographie

### Localisation
Situé dans les Vosges méridionales, le bourg occupe la partie supérieure de la large vallée de la Combeauté.
La commune est limitrophe de la Haute-Saône (Franche-Comté).

### Communes limitrophes
Les communes limitrophes sont  Fougerolles-Saint-Valbert, Girmont-Val-d'Ajol, La Longine, Plombières-les-Bains, Remiremont, Saint-Bresson, Saint-Nabord et Saint-Étienne-lès-Remiremont.
| Plombières-les-Bains      | Saint-Nabord Bellefontaine | Remiremont Saint-Étienne-lès-Remiremont |
| Fougerolles Haute-Saône   | Val d'Ajol                 | Girmont-Val-d'Ajol                      |
| Saint-Bresson Haute-Saône | Saint-Bresson Haute-Saône  | La Longine Haute-Saône                  |

### Géologie et relief
Outre ses 3 640 hectares de forêts, la plus vaste commune du département revendique aussi quatre-vingts lieux-dits et hameaux. C'est une des 201 communes réparties sur quatre départements : les Vosges, le Haut-Rhin, le Territoire de Belfort et la Haute-Saône du Parc naturel régional des Ballons des Vosges.
Avec ses 73,33 km2, Le Val-d'Ajol est la plus vaste commune de la région Lorraine, mais ne se classe qu'à la 421e place au niveau national, loin derrière Maripasoula (Guyane) et ses 18 360 km2, ou Arles (758,9 km2) : la plus grande en France métropolitaine.
Le site du Massif vosgien, inscrit au titre de la loi du 2 mai 1930, regroupe 14 Schémas de cohérence territoriale (SCOT) qui ont tout ou partie de leur territoire sur le périmètre du massif des Vosges.

### Hydrographie et les eaux souterraines
Hydrogéologie et climatologie : Système d’information pour la gestion des eaux souterraines du bassin Rhin-Meuse :
Territoire communal : Occupation du sol (Corinne Land Cover); Cours d'eau (BD Carthage),
Géologie : Carte géologique; Coupes géologiques et techniques,
 Hydrogéologie : Masses d'eau souterraine; BD Lisa; Cartes piézométriques.

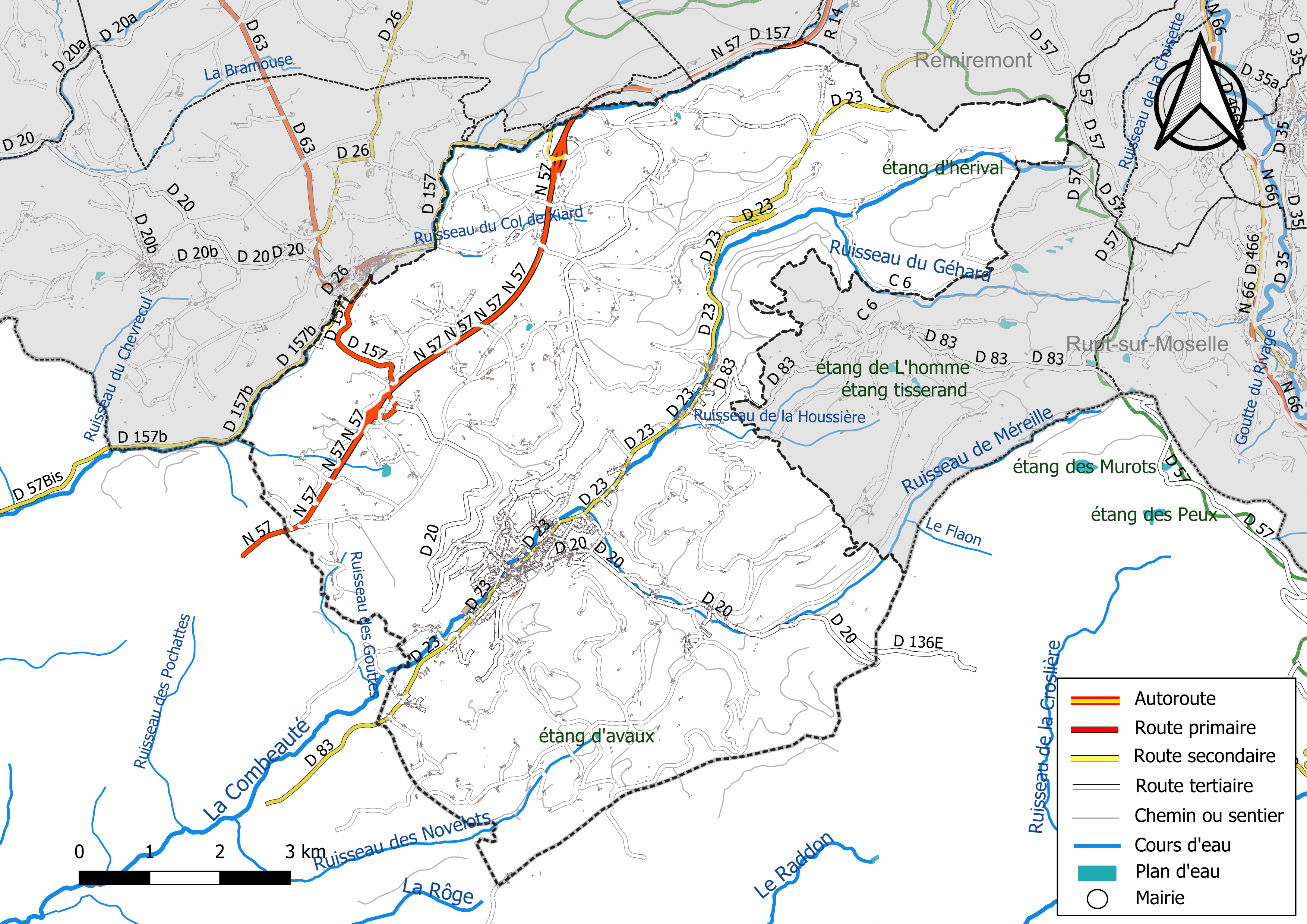
Réseaux hydrographique et routier du Le Val-d'Ajol.

La commune est située pour partie dans le bassin versant du Rhin au sein du bassin Rhin-Meuse et pour partie dans le bassin versant de la Saône au sein du bassin Rhône-Méditerranée-Corse. Elle est drainée par la Combeauté, l'Augronne, le ruisseau de Méreille, le ruisseau des Novelots, le ruisseau du Géhard, le ruisseau de la Houssière, le ruisseau des Ecrevisses, le ruisseau des Gouttes, le ruisseau du Col de Xiard et le ruisseau du Moulin Taquere,.
La Combeauté, d'une longueur totale de 37 km, prend sa source dans la commune de Girmont-Val-d'Ajol et se jette  dans la Semouse à Ainvelle, après avoir traversé sept communes.
L'Augronne, d'une longueur totale de 28,6 km, prend sa source dans la commune de Remiremont et se jette  dans la Semouse à Saint-Loup-sur-Semouse, après avoir traversé neuf communes.

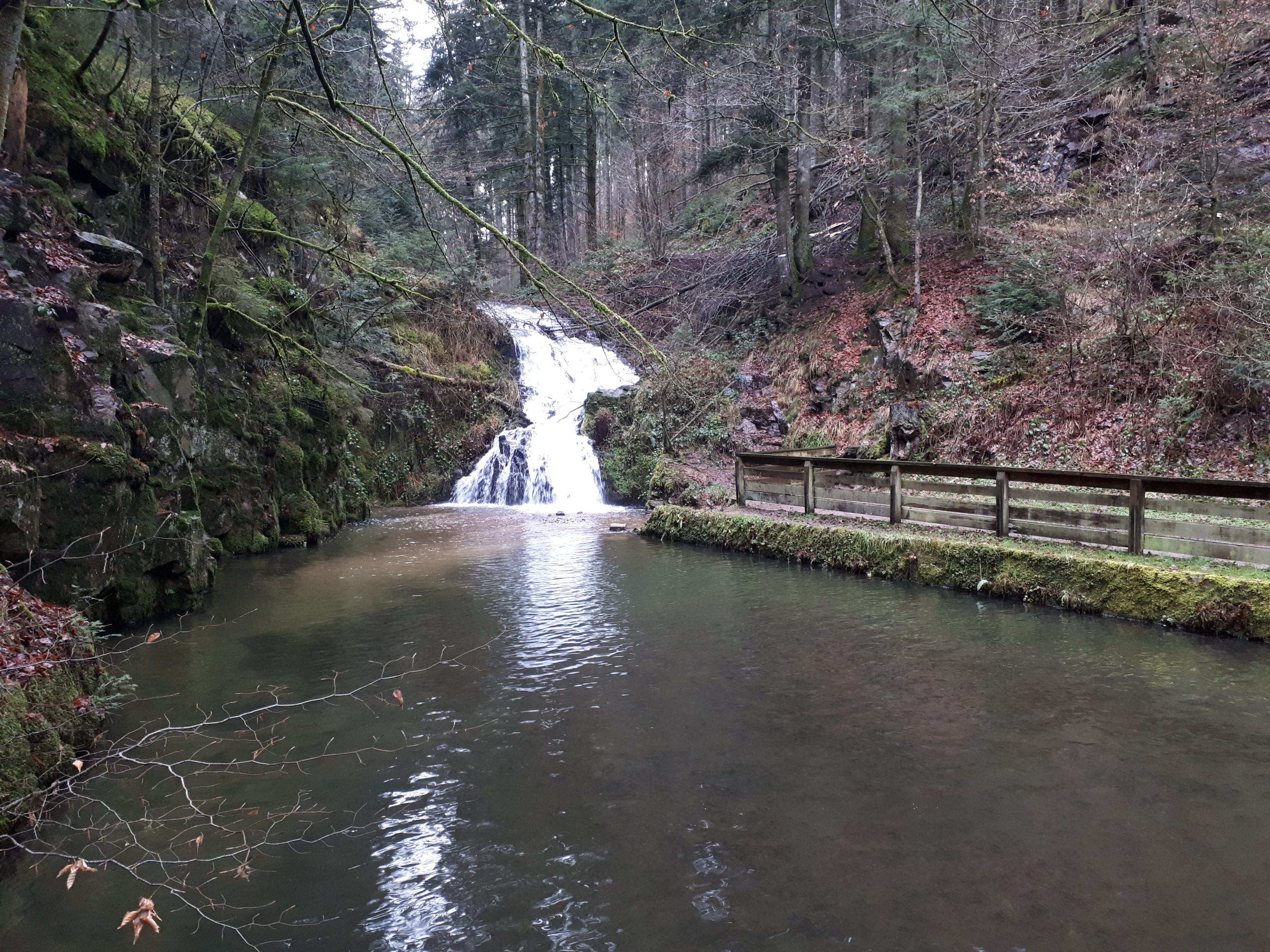
La cascade de Faymont.
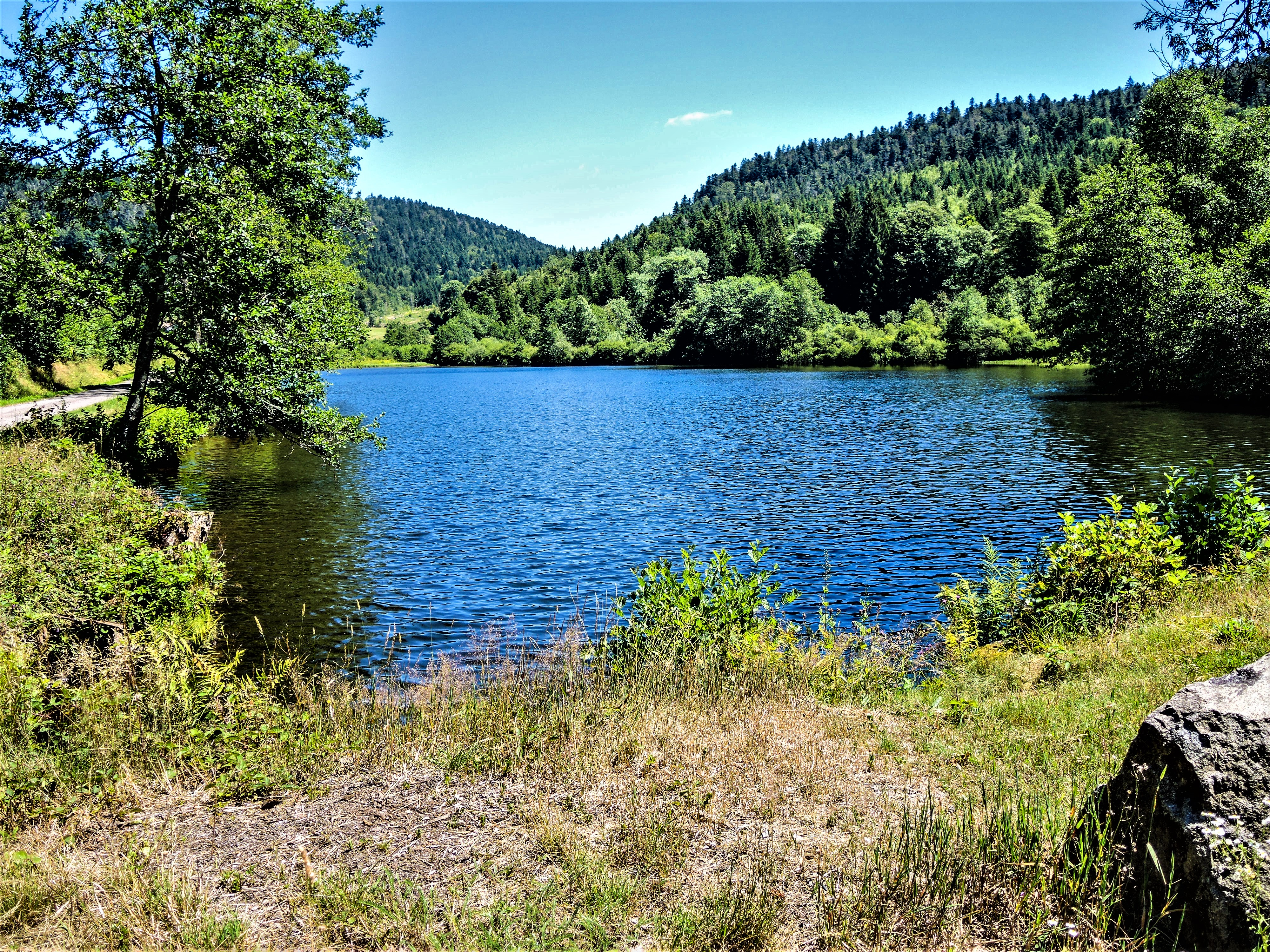
L'étang d'Hérival.
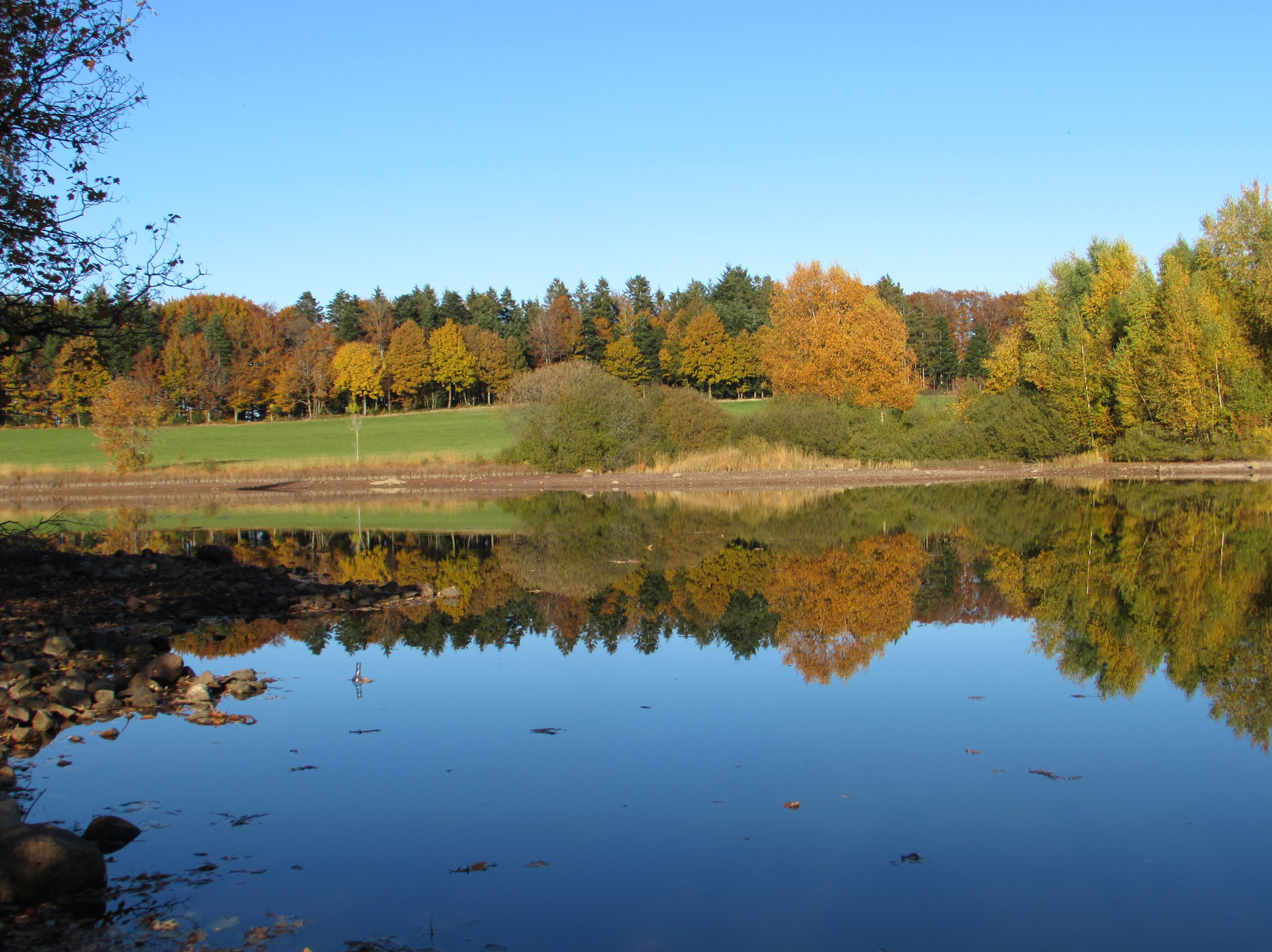

La qualité des cours d’eau peut être consultée sur un site dédié géré par les agences de l’eau et l’Agence française pour la biodiversité.

### Climat
Pour des articles plus généraux, voir Climat du Grand Est et Climat des Vosges.
En 2010, le climat de la commune est de type climat de montagne, selon une étude du Centre national de la recherche scientifique s'appuyant sur une série de données couvrant la période 1971-2000. En 2020, Météo-France publie une typologie des climats de la France métropolitaine dans laquelle la commune est exposée à un climat semi-continental et est dans la région climatique Lorraine, plateau de Langres, Morvan, caractérisée par un hiver rude (1,5 °C), des vents modérés et des brouillards fréquents en automne et hiver.
Pour la période 1971-2000, la température annuelle moyenne est de 9,6 °C, avec une amplitude thermique annuelle de 17,4 °C. Le cumul annuel moyen de précipitations est de 1 437 mm, avec 14,4 jours de précipitations en janvier et 10,8 jours en juillet. Pour la période 1991-2020, la température moyenne annuelle observée sur la station météorologique installée sur la commune est de 10,5 °C et le cumul annuel moyen de précipitations est de 1 575,5 mm. 
La température maximale relevée sur cette station est de 40 °C, atteinte le 25 juillet 2019 ; la température minimale est de −18,5 °C, atteinte le 20 décembre 2009,,.
| Mois                                  | jan.            | fév.             | mars           | avril         | mai           | juin          | jui.           | août           | sep.          | oct.            | nov.             | déc.           | année      |
| ------------------------------------- | --------------- | ---------------- | -------------- | ------------- | ------------- | ------------- | -------------- | -------------- | ------------- | --------------- | ---------------- | -------------- | ---------- |
| Température minimale moyenne (°C)     | −1,3            | −1,2             | 0,9            | 3,7           | 7,9           | 11,2          | 12,9           | 12,7           | 9,1           | 6,2             | 2,2              | −0,2           | 5,3        |
| Température moyenne (°C)              | 1,9             | 2,9              | 6,3            | 10            | 14,1          | 17,6          | 19,4           | 19,1           | 15            | 11              | 5,7              | 2,6            | 10,5       |
| Température maximale moyenne (°C)     | 5,1             | 6,9              | 11,7           | 16,2          | 20,2          | 24,1          | 25,9           | 25,5           | 20,9          | 15,8            | 9,3              | 5,4            | 15,6       |
| Record de froid (°C) date du record   | −17 02.01.1997  | −16,4 24.02.1993 | −17,3 01.03.05 | −7,5 08.04.03 | −1,5 03.05.21 | 1 04.06.01    | 5,2 07.07.1993 | 3,7 30.08.1998 | 0,5 29.09.02  | −7,5 30.10.1997 | −11,8 22.11.1998 | −18,5 20.12.09 | −18,5 2009 |
| Record de chaleur (°C) date du record | 14,5 12.01.1993 | 21,2 27.02.19    | 26 30.03.21    | 30 28.04.12   | 32,2 29.05.05 | 37,5 26.06.19 | 40 25.07.19    | 38,2 07.08.15  | 32,6 14.09.20 | 26,5 13.10.18   | 21,4 08.11.15    | 16 17.12.15    | 40 2019    |
| Précipitations (mm)                   | 166,3           | 131,6            | 124,2          | 95,9          | 131,8         | 105,2         | 114,7          | 114,3          | 111,5         | 143,1           | 154,2            | 182,7          | 1 575,5    |

| Diagramme climatique                                  |              |              |             |              |               |               |               |              |              |             |              |
| J                                                     | F            | M            | A           | M            | J             | J             | A             | S            | O            | N           | D            |
| 5,1−1,3166,3                                          | 6,9−1,2131,6 | 11,70,9124,2 | 16,23,795,9 | 20,27,9131,8 | 24,111,2105,2 | 25,912,9114,7 | 25,512,7114,3 | 20,99,1111,5 | 15,86,2143,1 | 9,32,2154,2 | 5,4−0,2182,7 |
| Moyennes : • Temp. maxi et mini °C • Précipitation mm |              |              |             |              |               |               |               |              |              |             |              |

Les paramètres climatiques de la commune ont été estimés pour le milieu du siècle (2041-2070) selon différents scénarios d'émission de gaz à effet de serre à partir des nouvelles projections climatiques de référence DRIAS-2020. Ils sont consultables sur un site dédié publié par Météo-France en novembre 2022.

### Milieux naturels et biodiversité
Espaces naturels protégés :
- 1 espace Natura 2000.
- 8 Znieff.
- 4 espaces protégés hors Natura 2000.

## Urbanisme

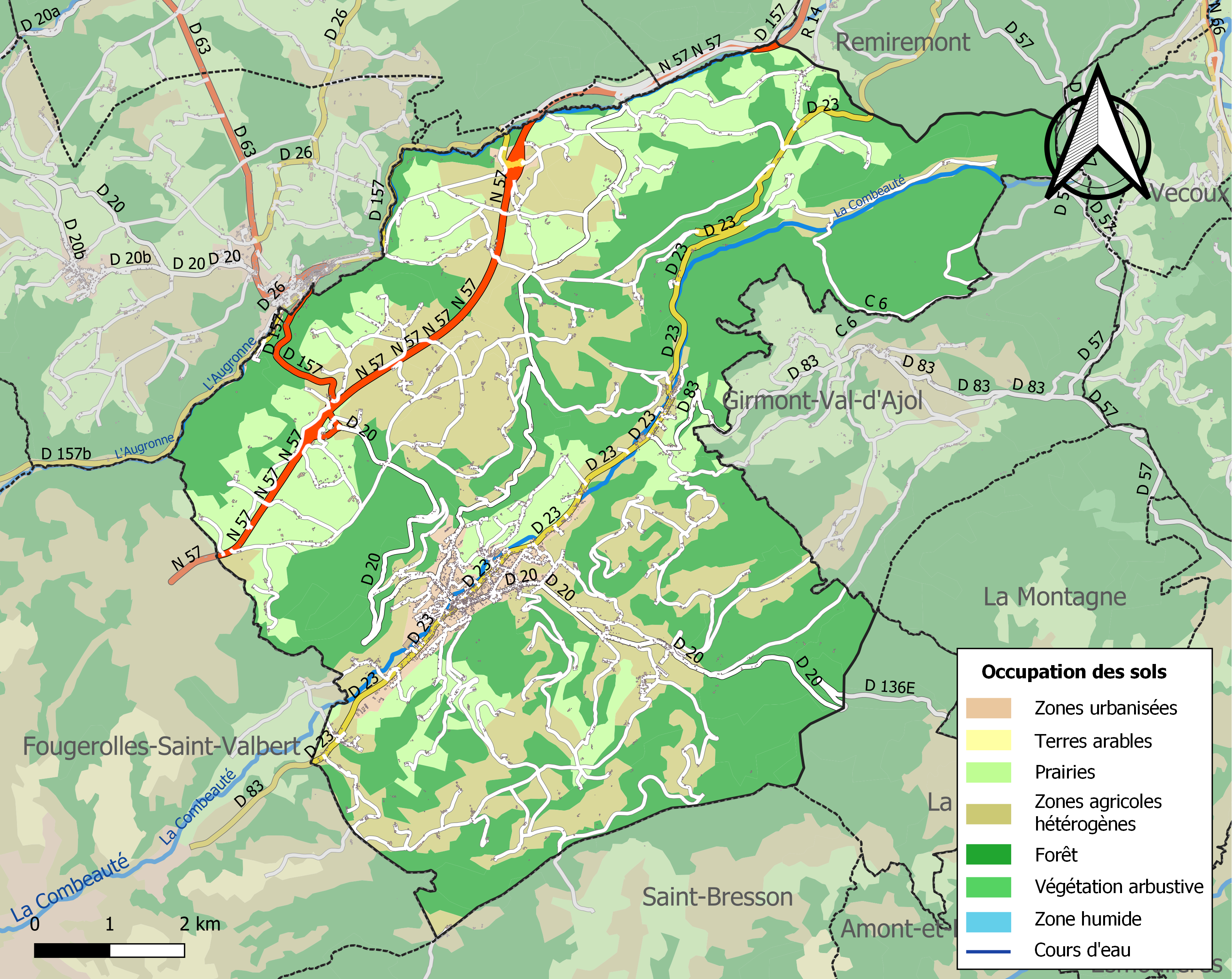
Carte des infrastructures et de l'occupation des sols de la commune en 2018 (CLC).

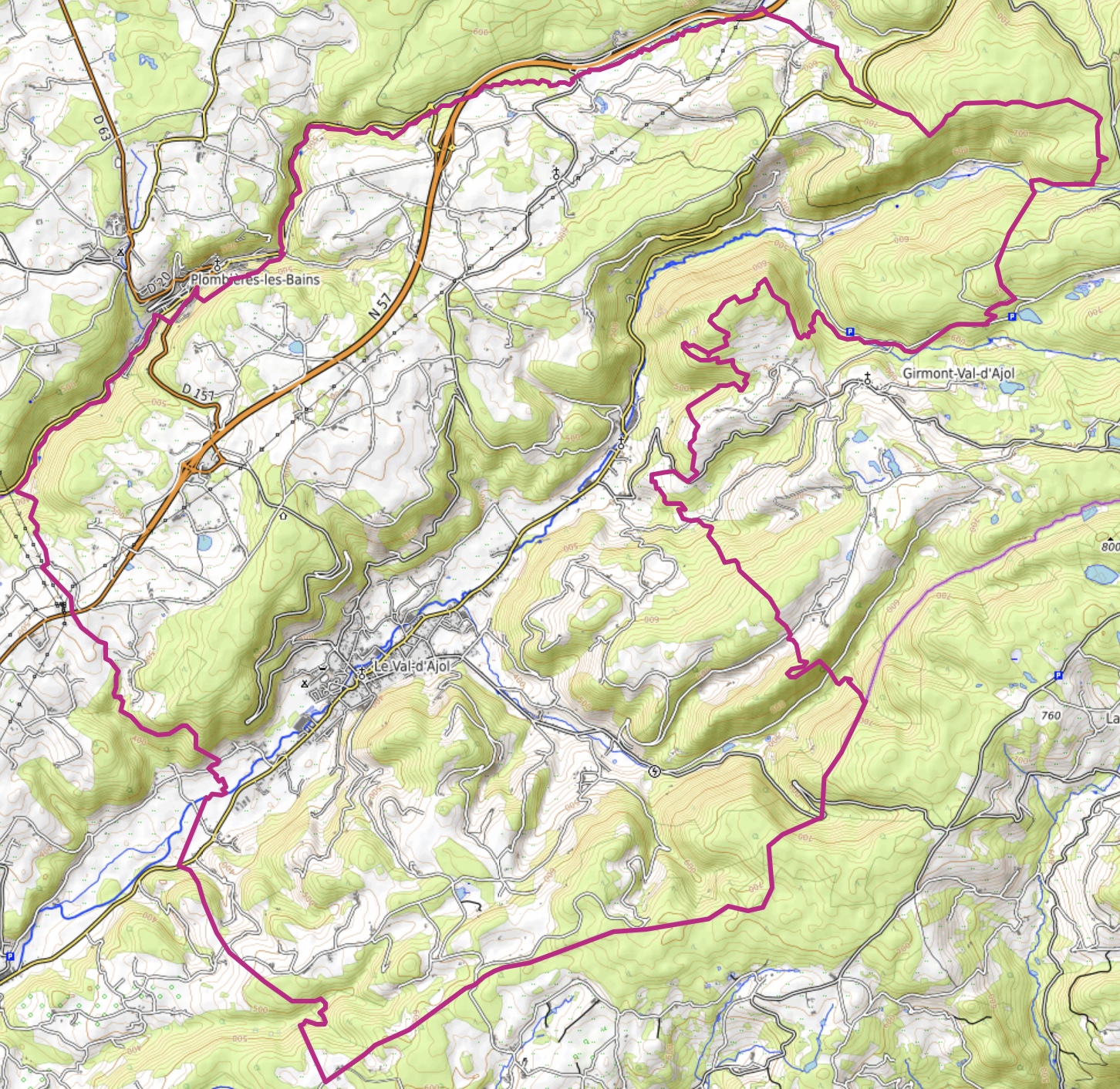
Carte topographique de la commune en 2022.

### Typologie
Au 1er janvier 2024, Le Val-d'Ajol est catégorisée bourg rural, selon la nouvelle grille communale de densité à sept niveaux définie par l'Insee en 2022.
Elle appartient à l'unité urbaine de Le Val-d'Ajol, une unité urbaine monocommunale constituant une ville isolée,. La commune est en outre hors attraction des villes,.

### Occupation des sols
L'occupation des sols de la commune, telle qu'elle ressort de la base de données européenne d’occupation biophysique des sols Corine Land Cover (CLC), est marquée par l'importance des forêts et milieux semi-naturels (52,4 % en 2018), une proportion sensiblement équivalente à celle de 1990 (52,8 %). La répartition détaillée en 2018 est la suivante : 
forêts (52,4 %), zones agricoles hétérogènes (26,1 %), prairies (18,4 %), zones urbanisées (2,8 %), zones industrielles ou commerciales et réseaux de communication (0,3 %). L'évolution de l’occupation des sols de la commune et de ses infrastructures peut être observée sur les différentes représentations cartographiques du territoire : la carte de Cassini (XVIIIe siècle), la carte d'état-major (1820-1866) et les cartes ou photos aériennes de l'IGN pour la période actuelle (1950 à aujourd'hui).

### Habitat et logement
En 2020, le nombre total de logements dans la commune était de 2 404, alors qu'il était de 2 351 en 2015 et de 2 257 en 2010.
Parmi ces logements, 76,9 % étaient des résidences principales, 9,1 % des résidences secondaires et 13,9 % des logements vacants. Ces logements étaient pour 75,8 % d'entre eux des maisons individuelles et pour 23,9 % des appartements.
Le tableau ci-dessous présente la typologie des logements au Le Val-d'Ajol en 2020 en comparaison avec celle des Vosges et de la France entière. Une caractéristique marquante du parc de logements est ainsi une proportion de résidences secondaires et logements occasionnels (9,1 %) inférieure à celle du département (9,9 %) et à celle de la France entière (9,7 %). Concernant le statut d'occupation de ces logements, 70,5 % des habitants de la commune sont propriétaires de leur logement (69,6 % en 2015), contre 64,3 % pour les Vosges et 57,5 pour la France entière.
| Typologie                                               | Le Val-d'Ajol | Vosges | France entière |
| ------------------------------------------------------- | ------------- | ------ | -------------- |
| Résidences principales (en %)                           | 76,9          | 78,9   | 82,1           |
| Résidences secondaires et logements occasionnels (en %) | 9,1           | 9,9    | 9,7            |
| Logements vacants (en %)                                | 13,9          | 11,3   | 8,2            |

### Planification de l'aménagement
La commune dispose d'un plan local d'urbanisme.

### Voies de communications et transports

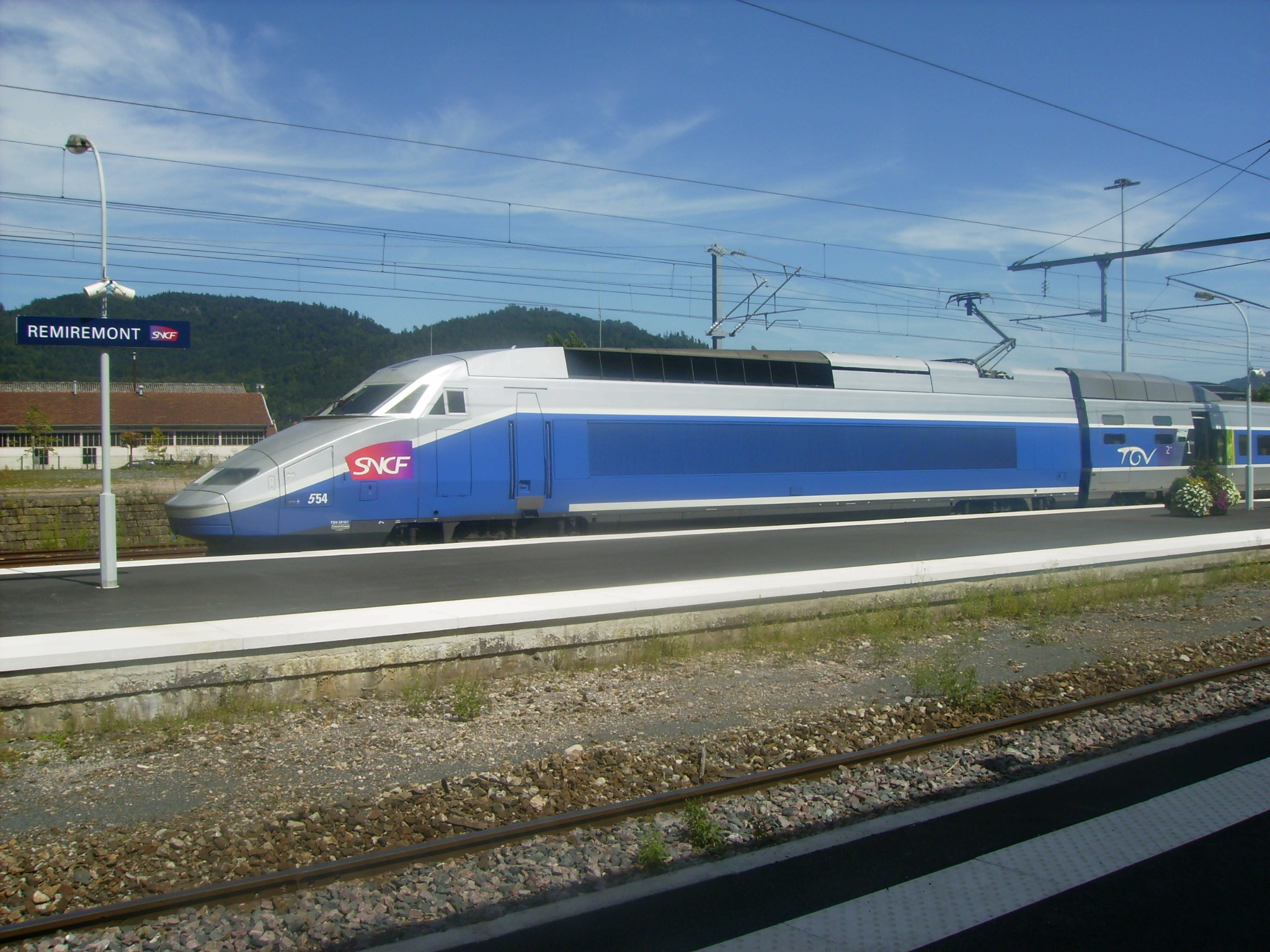
Gare desservie par le TGV, le LGV Est européenne et des TER Grand Est.

#### Voies routières
Le Val-d'Ajol est traversé dans le sens nord-est – sud-ouest par la route départementale D23, qui relie Remiremont à Fougerolles-Saint-Valbert, dans la Haute-Saône (elle devient la D83 dans ce département). L'axe principal (la RN57, qui lui est parallèle) passe à quelques kilomètres à l'ouest, en surplomb.

#### Transports en commun
- Réseau régional de transports en commun « Fluo Grand Est »[19].
- Gare routière de Remiremont[20].
- La gare de Remiremont. est la station de chemin de fer la plus proche de la commune. Elle est desservie  par la LGV Est européenne et des trains TER vers Nancy

### Risques naturels et technologiques
La commune est située dans une zone de sismicité modérée,.

## Toponymie
Le nom de la localité est attesté sous les formes Adiacum et se traduisant en latin par vallis alodii ou « vallée de franc-aleu, sans servitude », ; Preposito Aviaci (XIe ou XIIe siècle)  ; Villa de Adiaco (1204) ; In valle de Ajo (1219) ; Don Vaul d’Ayo (1255) ; Li Waulz d’Ajou (1366) ; Ajoya (XIVe siècle) ; On Vaul d’Ajol, li doien d’Ajou, ly curey d’Ajou (XIVe siècle) ; On Waldajou, don Valdaou (XIVe siècle) ; De Vallejoto (1409) ; Du Valdajot (1415) ; La parroche don Vauldajol (1417) ; Vallem d’Ajo (1419) ; Cure du Valdajo (1421) ; Vallis de Ayo (1421) ; Du Valdajoz (1431) ; Le ban d’Ajolt (1447) ; Du Waldajot (1465) ; Ceulx du Vauldajou (1493) ; Du Val d’Esjou (1498) ; Du Vaulx d’Ajol (1532) ; On Vault d’Ajol (1541) ; Du Vau d’Ajol (1556) ; Le Vaulx d’Ajolz (1562) ; Vasdajol, Valdayol, au Vauldasjol (XVIe siècle) ; Vauldejol (1628) ; Le Val-de-Jou (1633) ; Val d’Ajou ou de Joye (1656) ; Val d’Ajoz (1681) ; « La terre et seigneurie du Val d’Ajol » (1682) ; Le Val d’Ajol ou Val de Joye (1711) ; Valdajoye, vulgo Valdajoz (1749) ; « Le Val d’Ajol dit Laitre » (XVIIIe siècle).

La ville portait le nom de « Laître » jusqu'à la guerre de 1914-18, de atrium (nom donné au parvis d'une église gallo-romaine ou à un cimetière non militaire autour d'une église gallo-romaine, avec agglutination de l'article); le « Val d'Ajol » ou Val d'Ajou était alors le nom de la vallée seule.

Vaudéjo en patois local.
Le Val d'Ajol est un exemple où la contraction ne s'est pas opérée et dans lequel on a voulu voir le « Val de joie » , mais qui est bien plus vraisemblablement le « Val des genêts ».
La Goutte-du-Jau, La Goutte-Haleine, La Goutte-Amé, Goutte-Laifing, La Goutte-Parisot, La Goutte-Remy, Les Gouttes sont des écarts et lieux-dits Val-d'Ajol : Goutte est le nom le plus courant des sources et de bien des ruisseaux dans les Vosges.

## Histoire

### Moyen Âge
Les premiers habitants seraient arrivés au VIIIe siècle, au milieu de forêts et de marécages.

Vers la fin du VIIIe ou au commencement du IXe siècle les habitants du Val-d'Ajol pouvaient être, soit les Espagnols fuyant les Arabes (Poitiers 732), soit les troupes de Charlemagne de passage dans la région où ce dernier avait de la famille.
Si depuis près de 300 ans, Le Val-d'Ajol (Vaudéjo dans la langue locale) est rattaché à la Lorraine, ce ne fut pas toujours le cas vu sa position géographique. Sa population fut fortement imprégnée de la culture bourguignonne et franc-comtoise. Comme Fougerolles, sa sœur jumelle, Le Val-d'Ajol fut soumis à un régime administratif particulier, la surséance, s'appliquant sur une étroite zone franche commençant à Fougerolles pour s'étirer jusqu'aux abords du plateau de Langres. Les chanoinesses de Remiremont qui étaient issues des familles les plus puissantes d'Europe entretenaient savamment des querelles de voisinage veillant à tenir à bonne distance leurs rivaux comtois. Ce ne fut qu'en 1704, que Le Val-d'Ajol est définitivement rattaché à la Lorraine sous le règne du duc Léopold 1er.
Géré par les nobles abbesses de Remiremont (toutes issues de familles princières ou ducales), le Vau des joles ou Val de joie, puis Val d'Ajol avait la particularité d'être un village franc. Les hommes qui l'habitaient étaient des hommes libres, non soumis au servage dû à un seigneur.
Selon Graham Robb, les habitants de la vallée d'Ajol figuraient autrefois au nombre de ceux qu'on appelait des « sarrasins » parce qu'ils étaient généralement bruns aux yeux noirs ; il estime toutefois douteux d'associer ces populations aux invasions musulmanes du VIIIe siècle. Il note en revanche, citant plusieurs sources, que « l'un des clans » du Val d'Ajol était célèbre pour « ses excellents rebouteux ».

### Temps modernes
En 1633, Charles IV, duc de Lorraine, se retire au Val d'Ajol. Lorsque le roi Louis XIII veut entrer en Lorraine, son frère, le cardinal Nicolas François de Lorraine le retrouve au Val d'Ajol pour lui notifier les intentions du roi. En retour « le Duc Charles fit une démission de ses états de Lorraine et de Barrois [...] le 26 août 1633 ».
Le 24 mars 1644, en pleine guerre de Trente Ans (1618-1648), l'armée de Turenne pénétre Le Val-d'Ajol et se dirige vers la Comté (par Fougerolles, dont il détruit le château lors de sa retraite vers l'Alsace, au mois de mai 1644).
En 1697, rattachement définitif à la Lorraine.
Le Val-d'Ajol faisait partie du bailliage de Remiremont. Au spirituel, la paroisse du Val-d'Ajol dépendait du doyenné de Luxeuil-les-Bains, Évêché de Besançon. Une partie de la communauté de Plombières, le ban d'Ajol, faisait partie de la paroisse du Val-d'Ajol.

### Révolution française et Empire
Depuis la Révolution, elle a fait partie du canton de Plombières, district puis arrondissement de Remiremont. Diminuée de la section du ban d'Ajol rattachée à Plombières en l'an VI, elle est augmentée du territoire de la commune d'Hérival en 1832.

### Époque contemporaine
Un petit établissement métallurgique est créé en 1830 au lieu-dit « Faymont » sous la forme d'un atelier de nature artisanale spécialisé dans la chaudronnerie, le travail des métaux en feuilles dont en particulier le fer blanc, le fer étamé et la tôle d'acier afin de fabriquer les articles de ménage. En 1887, l'usine devient le patrimoine de la famille de Buyer, déjà propriétaire de forges à la Chaudeau notamment. L'entreprise ne cesse de se développer et est devenue le plus gros employeur de la commune.
En 1832, la commune, instituée par la Révolution française, absorbe celle d'Hérival.
L'industrie se développa rapidement à partir de 1850 avec les filatures et tissages. La vallée connait même une certaine prospérité renforcée par la défaite militaire de 1871. Beaucoup d'industriels quittèrent en effet l'Alsace annexée pour s'installer dans les vallées vosgiennes. La Combeauté et ses affluents apportaient la force hydraulique nécessaire pour actionner les machines. Plus tard, le charbon extrait des mines de la Haute-Saône alimente les premières chaudières à vapeur.
En 1882, la Gare du Val-d'Ajol est créée sur la ligne de Corbenay à Faymont, permettant la liaison de la commune et de ses entreprises aux réseau ferroviaire de l'Est, la ligne ayant  également des raisons stratégiques, dans l'éventualité d'un conflit avec l'Allemagne.
En 1869, les sections de Girmont, de Méreille et d'Hérival forment la commune de Girmont-Val-d'Ajol, dont l'autonomie est accordée pour raison religieuse (l'église de ce hameau éloigné ne commença à être construite qu'en 1867).
Au XIXe siècle, des lieux de distraction appelés « Feuillées » sont créés sur les hauteurs du Val-d'Ajol et sont régulièrement fréquentés chaque été par d'illustres artistes ou autres célébrités en cure à Plombières-les-Bains. Les plus courageux de ces curistes fortunés se plaisent à organiser des balades champêtres qui les conduisent le temps d'une journée à l'ancien prieuré d'Hérival, à la cascade de Faymont ou du Géhard. De nombreux sites témoignent encore de ces années fastes : le chalet ou le chemin de l'Empereur, la Roche Joséphine, la Feuillée Magenta, la Pierre Rousseau, la Fontaine Pauline ou la Fontaine Guizot.
Napoléon III était un familier de ces balades bucoliques, comme Joséphine de Beauharnais, Mary Sarah Newton, Camillo Cavour (incognito), Hector Berlioz, le roi Stanislas, Théophile Gautier...

Le Val-d'Ajol au tout-début du XXe siècle
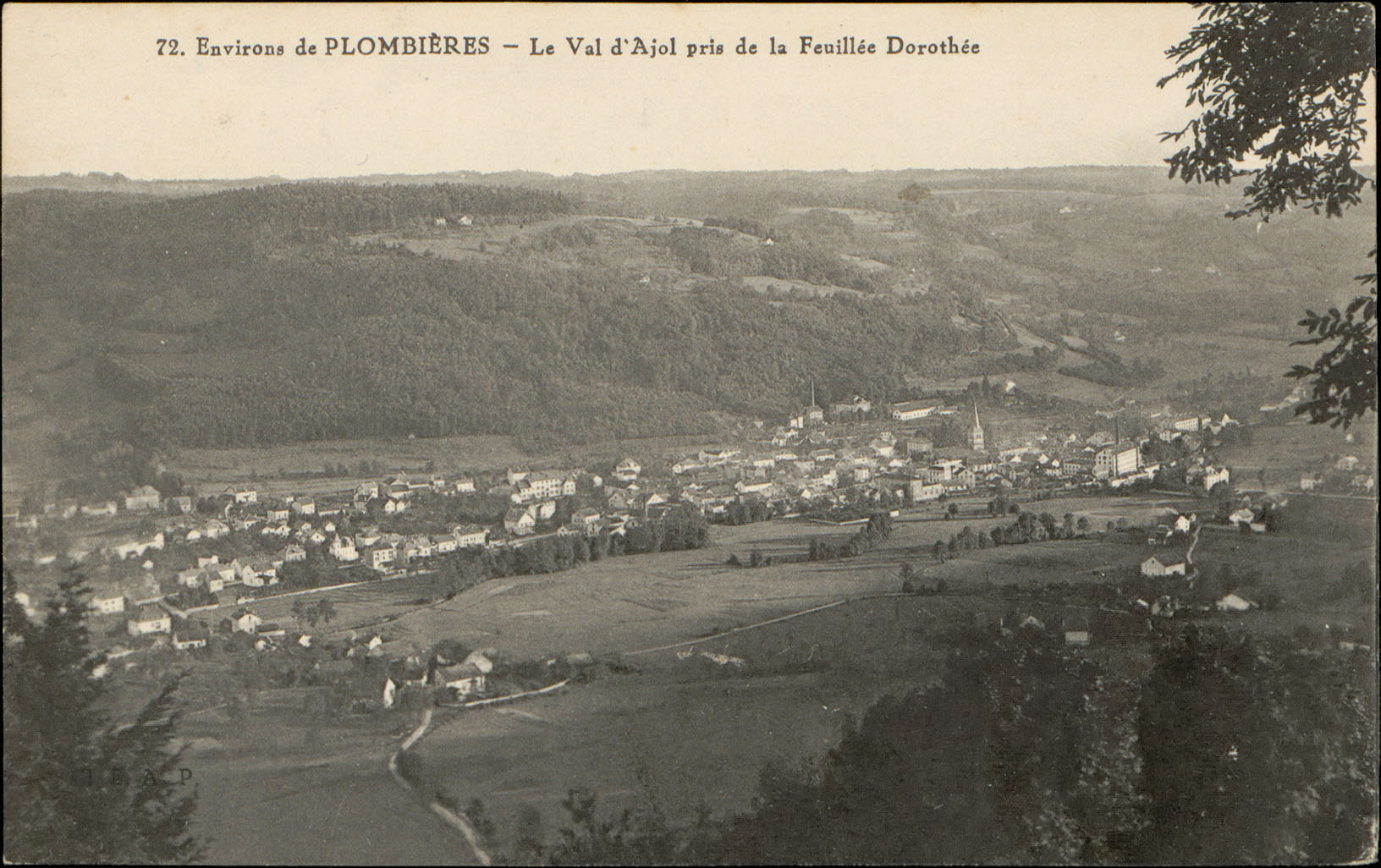
Le Val d'Ajol pris de la Feuillée Dorothée
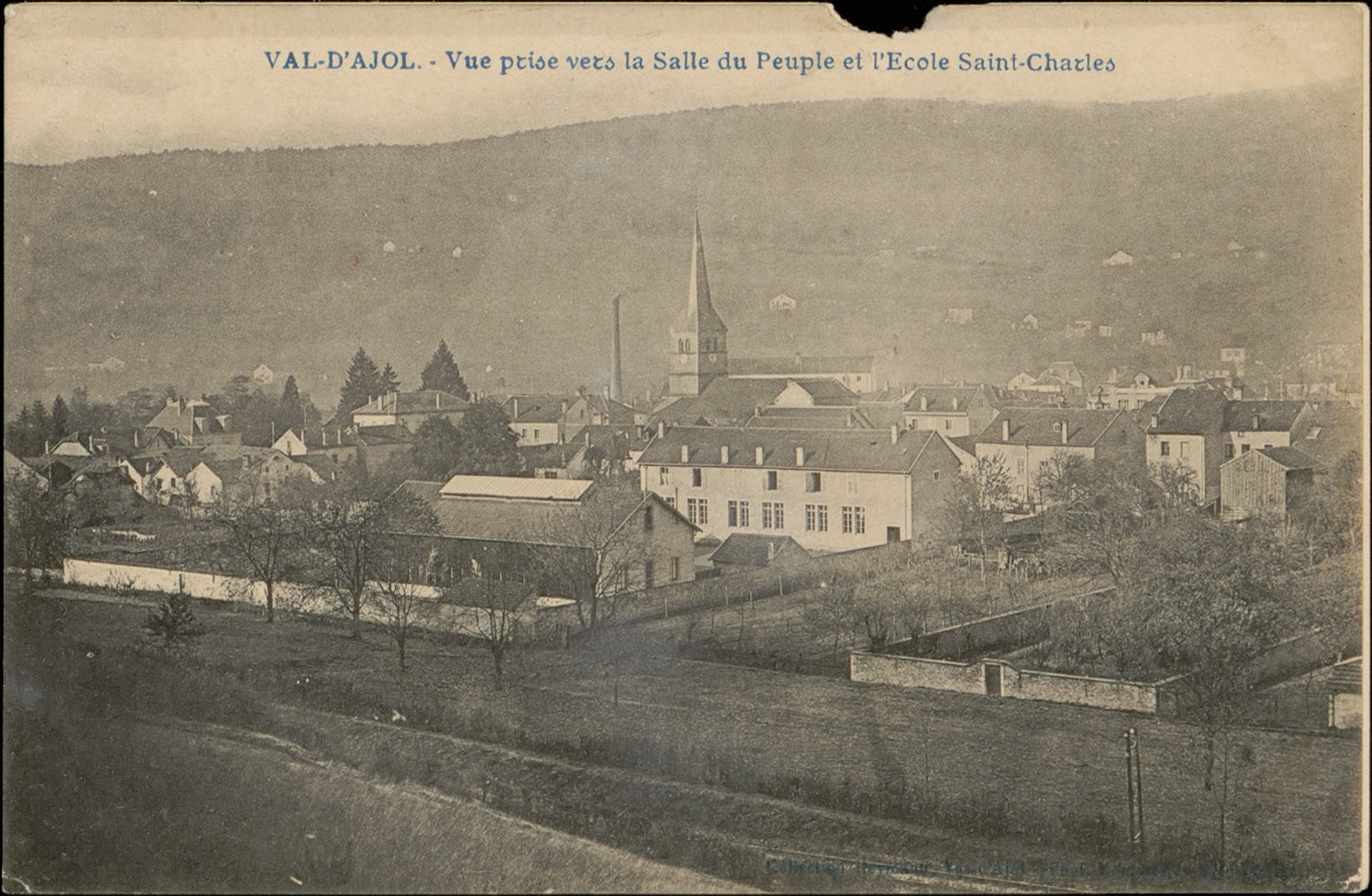
Vue générale vers la Salle du peuple et l'école Saint-Charles
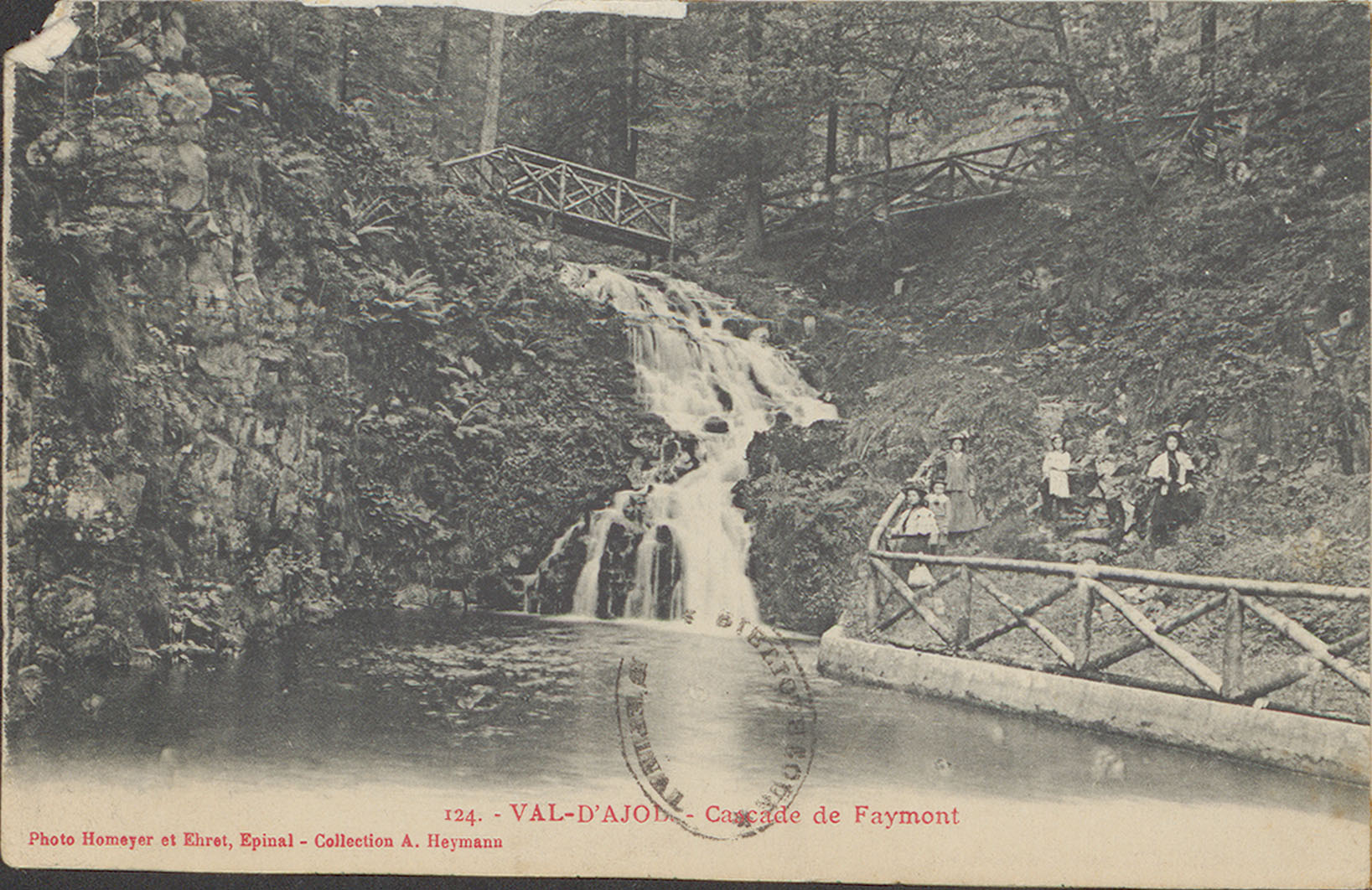
Cascade de Faymont.
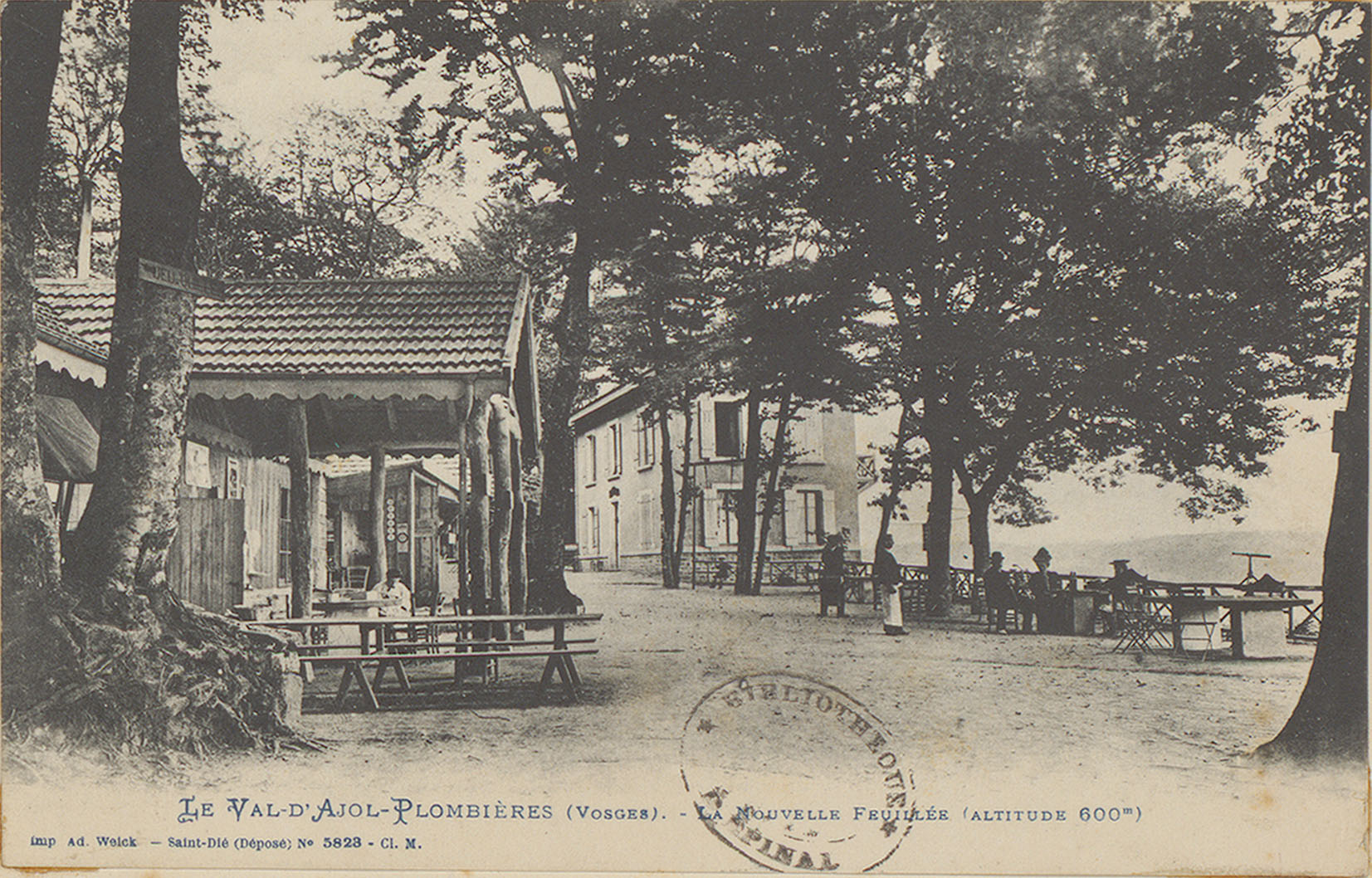
La Nouvelle Feuillée, alt. 600 m (carte postale Adolphe Weick).
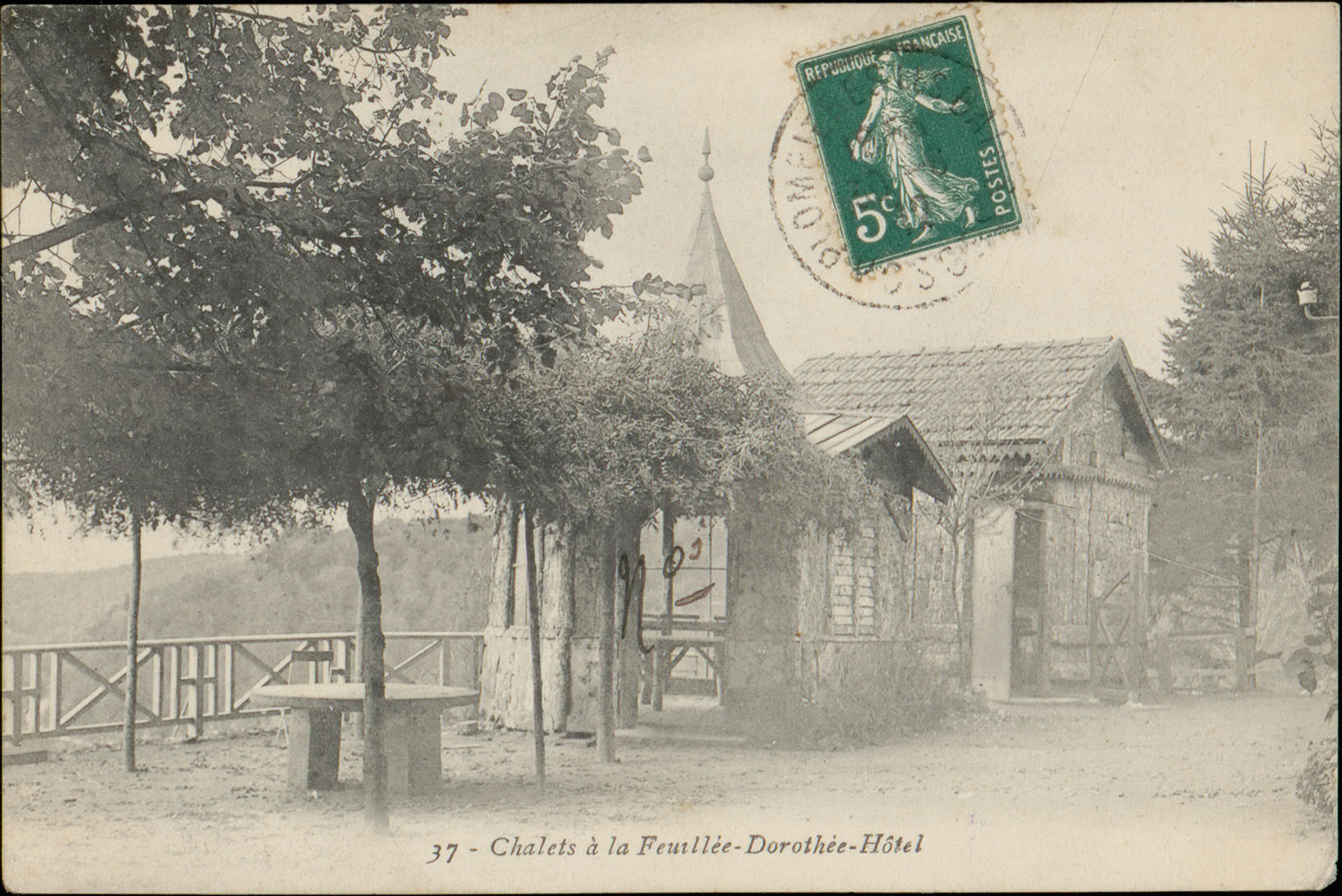
Châlets à la feuillée-Dorothée-Hôtel.
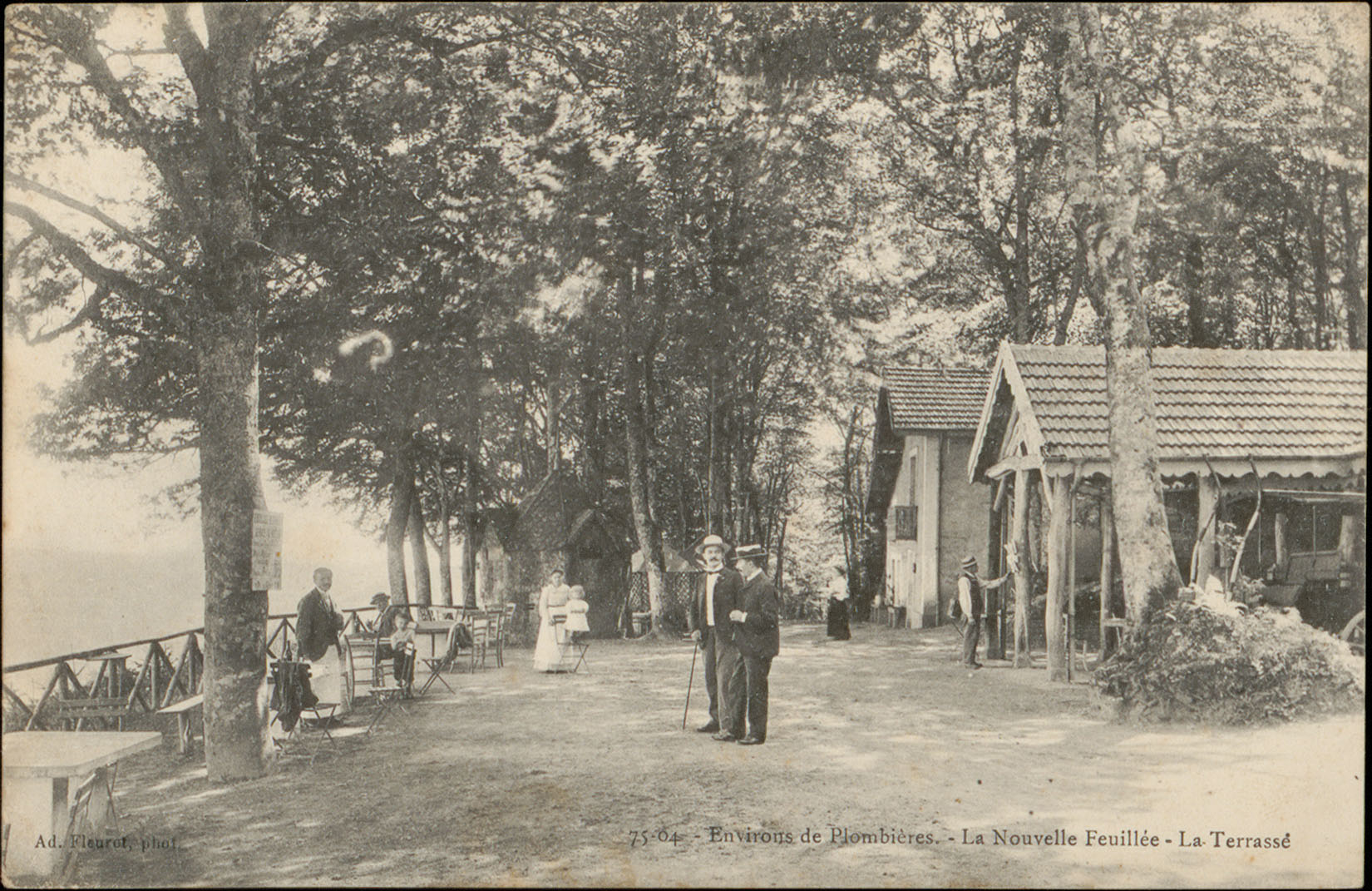
La terrasse de la Nouvelle-Fuillée.
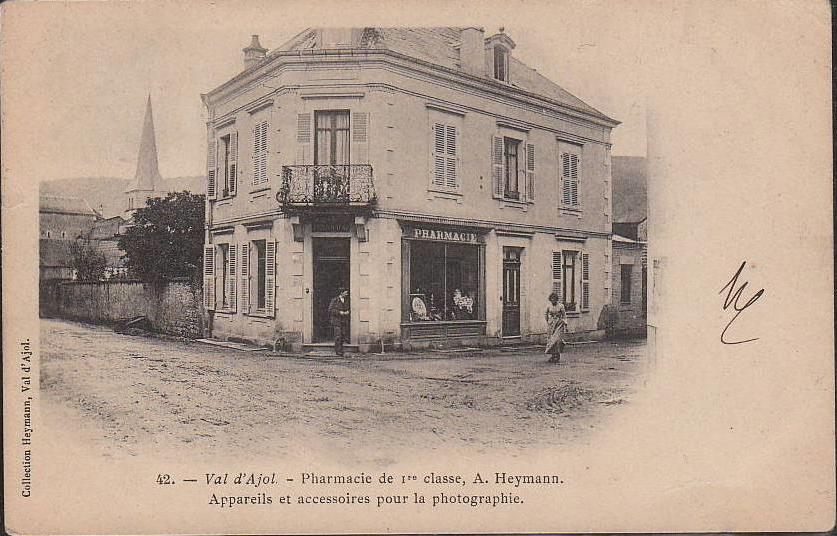
Pharmacie A. Heymann

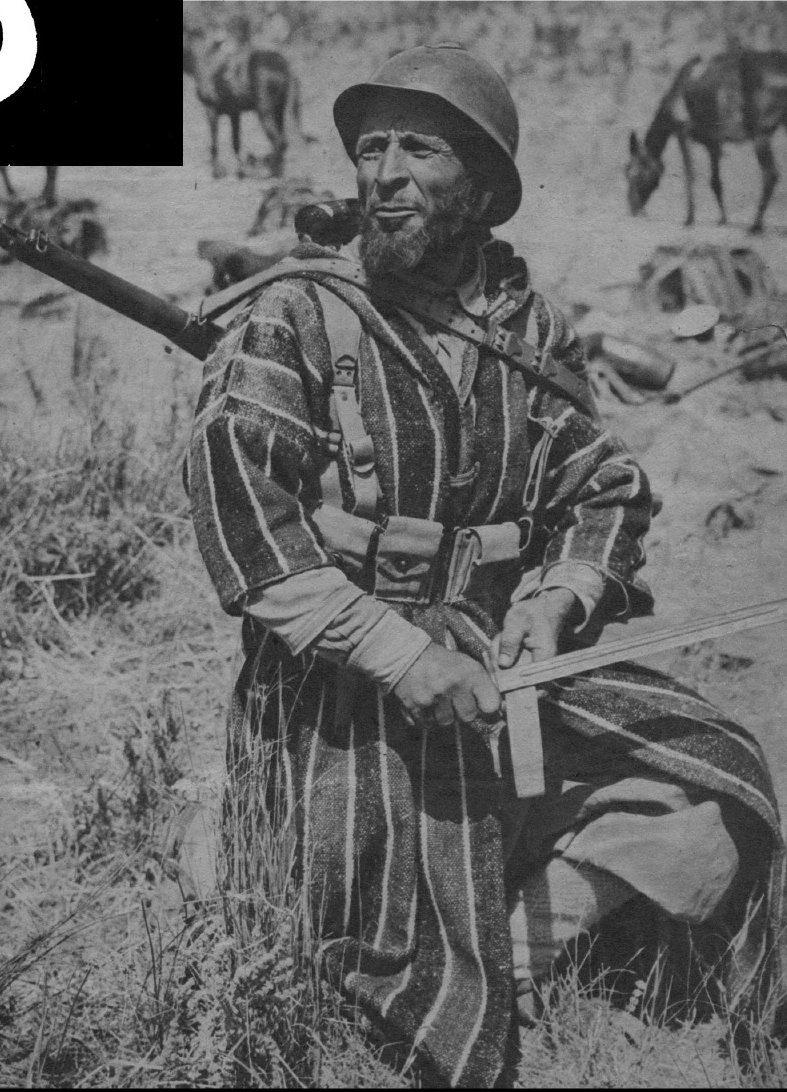
Goumier marocain en 1944.

Lors des combats de la Libération de la France, le Val-d'Ajol sert de base arrière aux Goums marocains du début du mois d'octobre 1944 jusqu'au printemps 1945. 
C'est là que les goumiers sont rassemblés avant de monter au front et qu'ils viennent se reposer après les combats : ils sont des milliers à être passés par la ville.
Léo Durupt les a immortalisés à travers des portraits inédits d'une grande force émotionnelle.
En 2004, à l'occasion du soixantième anniversaire de la Libération, une exposition, Portraits de Goumiers, est consacrée à la salle des fêtes de la ville.

## Politique et administration

### Rattachements administratifs et électoraux

#### Rattachements administratifs
La commune se trouve depuis 1926 dans l'arrondissement d'Épinal du département des Vosges.
Elle faisait partie depuis 1793 du canton de Plombières-les-Bains. Dans le cadre du redécoupage cantonal de 2014 en France, cette circonscription administrative territoriale a disparu, et le canton n'est plus qu'une circonscription électorale.

#### Rattachements électoraux
Pour les élections départementales, la commune est le bureau centralisateur depuis 2014 du canton du Val-d'Ajol
Pour l'élection des députés, elle fait partie de la troisième circonscription des Vosges.

### Intercommunalité
Le Val-d'Ajol était le siège de la petite communauté de communes des Vosges Méridionales, un établissement public de coopération intercommunale (EPCI) à fiscalité propre créé en 1997 et auquel la commune avait transféré un certain nombre de ses compétences, dans les conditions déterminées par le code général des collectivités territoriales.
Dans le cadre des dispositions de la loi portant nouvelle organisation territoriale de la République du 7 août 2015, qui prévoit que les établissements publics de coopération intercommunale (EPCI) à fiscalité propre doivent avoir un minimum de 15 000 habitants, cette intercommunalité a fusionné avec sa voisine pour former, le 1er janvier 2017, la communauté de communes de la Porte des Vosges Méridionales, dont est désormais membre la commune.
Cette intercommunalité est membre du syndicat mixte du Pays de Remiremont et ses vallées

### Tendances politiques et résultats
Lors des élections municipales de 2014 dans les Vosges, la liste DVD menée par le maire sortant est la seule candidate et obtient donc la totalité des 1 528 suffragees exprimés. Elle est élue en totalité et 12 de ses membres sont également conseillers communautaires.
Lors de ce scrutin, 39,16 M des électeurs se sont abstenus et 27,98 % des vitants ont choisi un bulletin blanc ou nul.
Lors du premier tour des élections municipales de 2020 dans les Vosges, la liste DEV menée par Anne Girardin obtient la majorité absolue des suffrages exprimés, avec 962 voix (53,95 %, 21 conseillers municipaux élus dont 3 communautaires), devançant de 141 voix celle, également DVD, menée par le maire sortant, Jean Richard, qui a obtenu 821 voix (46,04 %, 6 conseillers municipaux élus dont 1 communautaire).
Lors de ce scrutin marqué par la pandémie de Covid-19 en France, 44,70 % des électeurs se sont abstenus.
Le recours contre ces élections a été rejeté par le Tribunal administratif de Nancy, qui a jugé que les conditions sanitaires n'avait pas porté atteinte à la sincérité du scrutin
Après la démission d'une partie du conseil municipal, de nouvelles élections municipales sont organisées en octobre 2023. Arrivée en troisième position au premier tour, la liste menée par la maire sortante Anne Girardin se retire, et, au second tour, la liste DVD menée par Thomas Vincent obtient la majorité absolue des suffrages exprimés, avec 1 187 voix (61,40 %), devançant largement  la liste SE menée par Ludovic Daval, qui a recueilli 38,59 % des suffrages,

### Liste des maires
| Période                                  | Période                        | Identité                    | Étiquette    | Qualité |
| ---------------------------------------- | ------------------------------ | --------------------------- | ------------ | --- |
| Les données manquantes sont à compléter. |                                |                             |              | |
| 1904                                     | 1925                           | Emile Balandier             |              | |
| 1925                                     | 1930                           | Jules Villemin              |              | |
| 1930                                     | 1935                           | Jules Vinel                 |              | |
| 1935                                     | 1945                           | Amaury de Buyer (1900-1974) |              | |
| 1945                                     | octobre 1947                   | Jules Vinel                 |              | |
| octobre 1947                             | mars 1971                      | Amaury de Buyer             | DVD          | Industriel Conseiller général de Plombières-les-Bains (1964 → 1970) |
| mars 1971                                | mars 1977                      | Antoine Galli               |              | |
| mars 1977                                | mars 1983                      | Joanny Rigaud               |              | |
| mars 1983                                | mars 2008                      | Philippe Faivre             | RPR puis UMP | Notaire Conseiller général de Plombières-les-Bains (1992 → 2015) Vice-président du conseil général des Vosges [Quand ?] Président de la CC des Trois Rivières [Quand ?] Chevalier de la Légion d'honneur |
| mars 2008                                | mai 2020                       | Jean Richard                | UMP → LR     | Chef d'entreprise retraité Vice-président de la CC de la Porte des Vosges Méridionales (2017 → 2020) |
| mai 2020                                 | octobre 2023                   | Anne Girardin               | DVD          | Ingénieur géomètre Vice-présidente de la CC de la Porte des Vosges Méridionales (2020 → 2023) Mandat écourté par la démission d'une partie du conseil municipal                                          |
| octobre 2023                             | En cours (au 30 novembre 2023) | Thomas Vincent              | DVD          | Responsable de bureau d'études Conseiller départemental du Val-d'Ajol (2021 → ) |

### Finances communales

#### Budget et fiscalité 2022

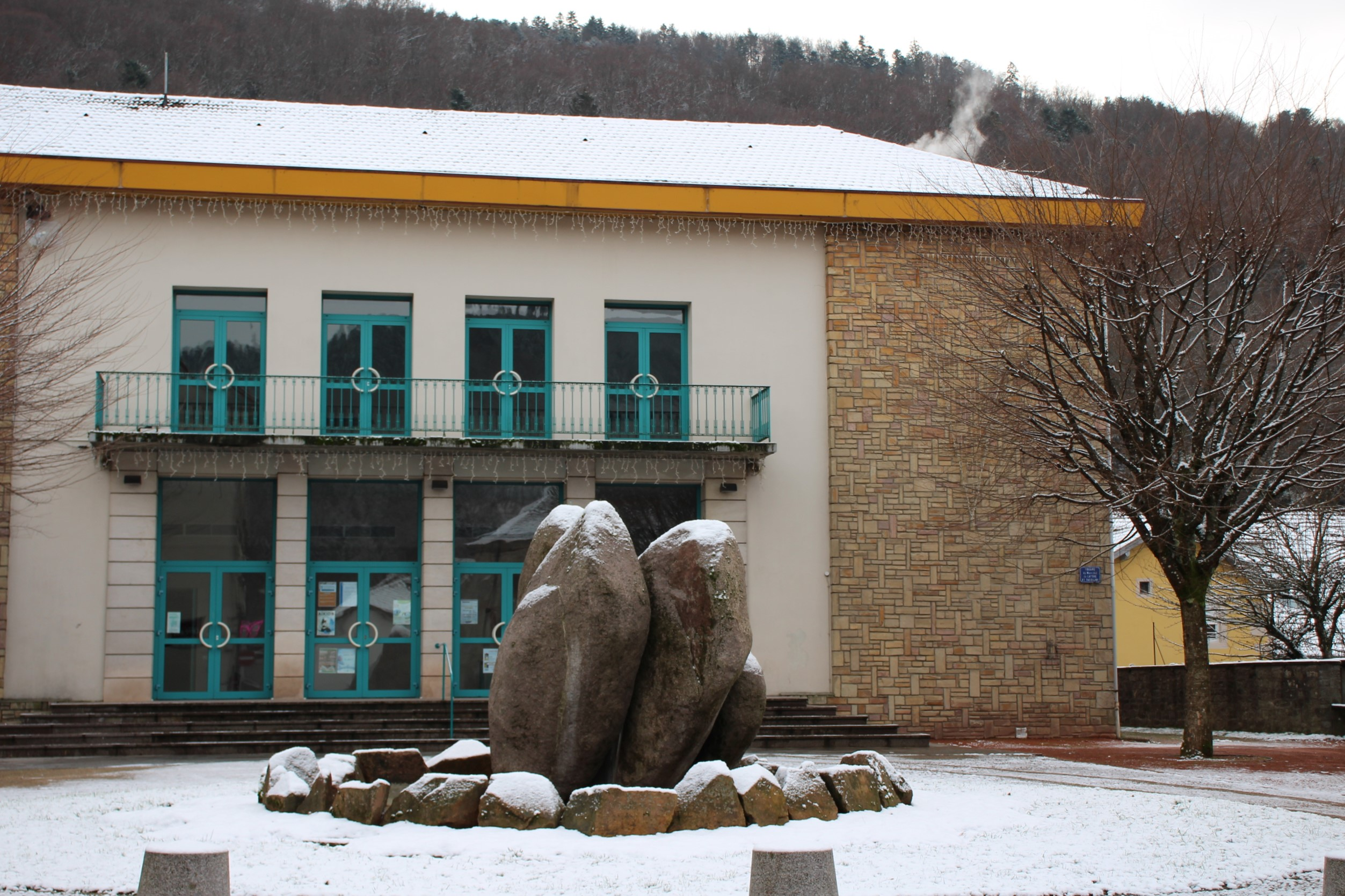
Mairie.

En 2022, le budget de la commune était constitué ainsi :
- total des produits de fonctionnement : 4 133 000 €, soit 1 043 € par habitant ;
- total des charges de fonctionnement : 3 851 000 €, soit 972 € par habitant ;
- total des ressources d’investissement : 3 664 000 €, soit 925 € par habitant ;
- total des emplois d’investissement : 1 955 000 €, soit 493 € par habitant ;
- endettement : 4 329 000 €, soit 1 092 € par habitant.

Avec les taux de fiscalité suivants :
- taxe d’habitation : 8,66 % ;
- taxe foncière sur les propriétés bâties : 38,21 % ;
- taxe foncière sur les propriétés non bâties : 19,05 % ;
- taxe additionnelle à la taxe foncière sur les propriétés non bâties : 0,00 % ;
- cotisation foncière des entreprises : 0,00 %.

Chiffres clés Revenus et pauvreté des ménages en 2021 : Médiane en 2021 du revenu disponible, par unité de consommation : 20 800 €.

## Équipements et services publics

### Espaces publics
- Ville fleurie : trois fleurs en 2020[49] attribuées par le conseil National des Villes et Villages Fleuris[50] au concours des villes et villages fleuris

### Enseignement
Établissements d'enseignements :
- École maternelle et élémentaire[52],
- Écoles primaires,
- Lycées à Remiremont.

### Santé
- Maison de santé[53].
- Pharmacies,

## Population et société

### Démographie
Les habitants sont appelés les Ajolais.

#### Évolution démographique
L'évolution du nombre d'habitants est connue à travers les recensements de la population effectués dans la commune depuis 1793. Pour les communes de moins de 10 000 habitants, une enquête de recensement portant sur toute la population est réalisée tous les cinq ans, les populations de référence des années intermédiaires étant quant à elles estimées par interpolation ou extrapolation. Pour la commune, le premier recensement exhaustif entrant dans le cadre du nouveau dispositif a été réalisé en 2008.

En 2022, la commune comptait 3 873 habitants, en évolution de −0,28 % par rapport à 2016 (Vosges : −2,96 %, France hors Mayotte : +2,11 %).
| 1793  | 1800  | 1806  | 1821  | 1831  | 1836  | 1841  | 1846  | 1856  |
| ----- | ----- | ----- | ----- | ----- | ----- | ----- | ----- | ----- |
| 4 743 | 5 067 | 4 940 | 5 373 | 5 958 | 6 274 | 6 757 | 7 040 | 6 710 |

| 1861  | 1866  | 1872  | 1876  | 1881  | 1886  | 1891  | 1896  | 1901  |
| ----- | ----- | ----- | ----- | ----- | ----- | ----- | ----- | ----- |
| 7 249 | 7 561 | 7 011 | 7 178 | 7 546 | 7 589 | 7 419 | 7 339 | 7 446 |

| 1906  | 1911  | 1921  | 1926  | 1931  | 1936  | 1946  | 1954  | 1962  |
| ----- | ----- | ----- | ----- | ----- | ----- | ----- | ----- | ----- |
| 7 469 | 7 586 | 6 998 | 6 757 | 6 615 | 6 320 | 6 269 | 6 310 | 6 224 |

| 1968  | 1975  | 1982  | 1990  | 1999  | 2006  | 2008  | 2013  | 2018  |
| ----- | ----- | ----- | ----- | ----- | ----- | ----- | ----- | ----- |
| 5 802 | 5 573 | 5 229 | 4 877 | 4 452 | 4 178 | 4 098 | 3 936 | 3 857 |

| 2022  | - | - | - | - | - | - | - | - |
| ----- | - | - | - | - | - | - | - | - |
| 3 873 | - | - | - | - | - | - | - | - |

Le Val-d'Ajol a compté plus de 7 000 habitants au milieu du XIXe siècle et jusqu'au début du XXe siècle, en attestent les quatorze recensements de 1846 à 1921. De la fin du XVIIIe siècle jusqu'à l'année 1872, Le Val-d'Ajol était la troisième commune du département en nombre d'habitants, derrière Épinal et Saint-Dié, mais devant Remiremont, Gérardmer et Mirecourt.

### Manifestations culturelles et festivités

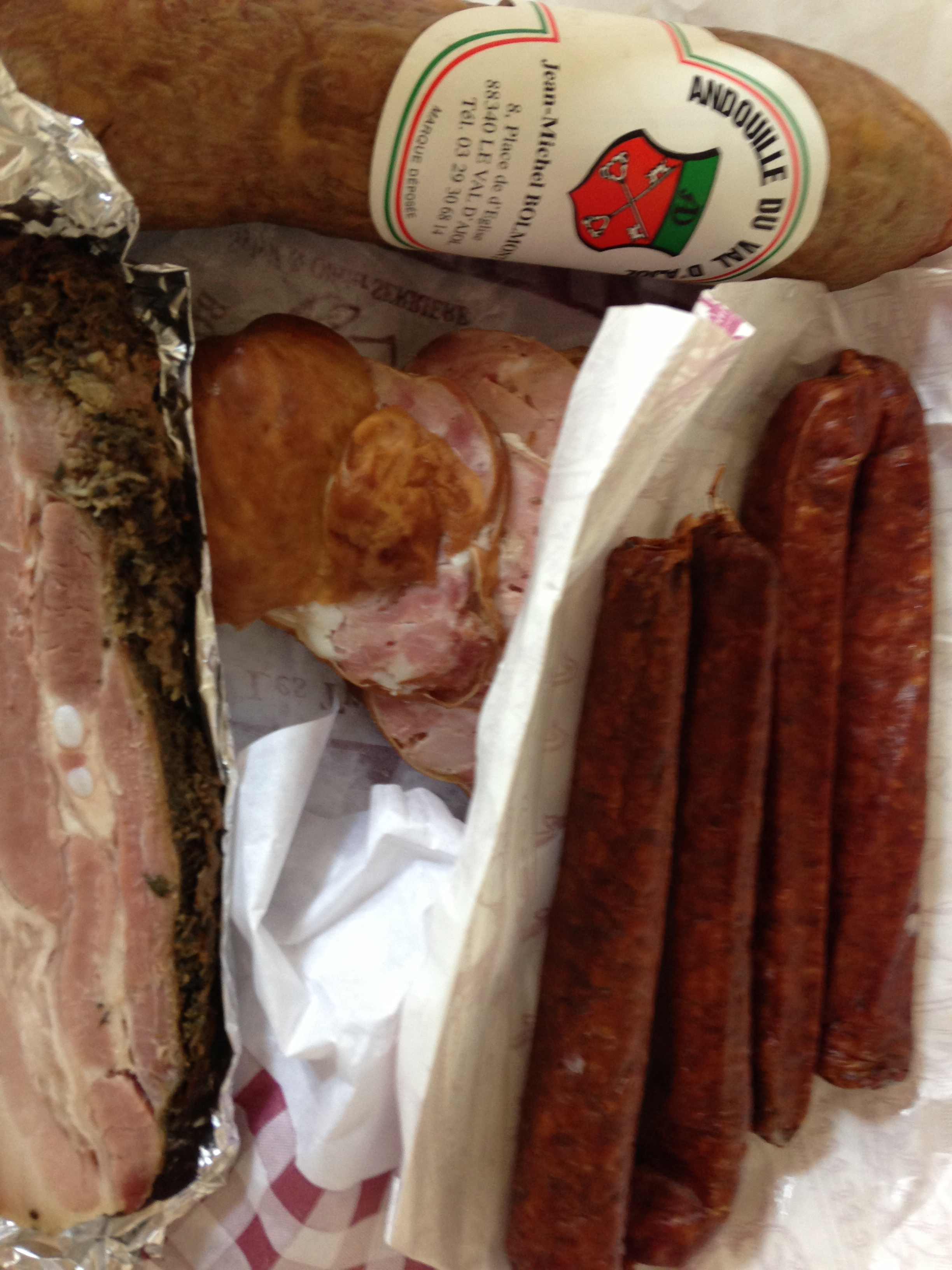
Assortiment de charcuterie du Val-d'Ajol (Vosges) : andouille du Val-d'Ajol (à gauche), gendarmes (deux paires), gandeuillot (au centre), lard fumé (en bas)

La foire aux andouilles, d'origine moyenâgeuse, se déroule traditionnellement chaque troisième lundi du mois de février depuis 1831, cette date ayant été fixée par ordonnance royale de Louis-Philippe Ier en 1831,. 
On y célèbre l'andouille (andouille du Val d'Ajol) et le gandoyau, spécialités de la ville. Depuis 1965, La Docte Insigne et Gourmande Confrérie des Taste-Andouilles et Gandoyaux du Val d’Ajol y tient chaque année son chapitre. 
L'événement propose également un marché gourmand ouvert à de nombreux terroirs ainsi qu'un salon régional du livre et la remise d'un prix littéraire. Chaque année, ce sont près de 50 000 visiteurs qui se rendent dans la commune pour participer aux 3 jours de festivité. 

### Cultes
Culte catholique : Paroisse Notre Dame de Combeauté, Diocèse de Saint-Dié.

## Économie
Le siège de la société De Buyer se trouve sur la commune depuis sa création en 1830. La brasserie Burval y produit huit sortes de bières.

## Culture locale et patrimoine

### Lieux et monuments

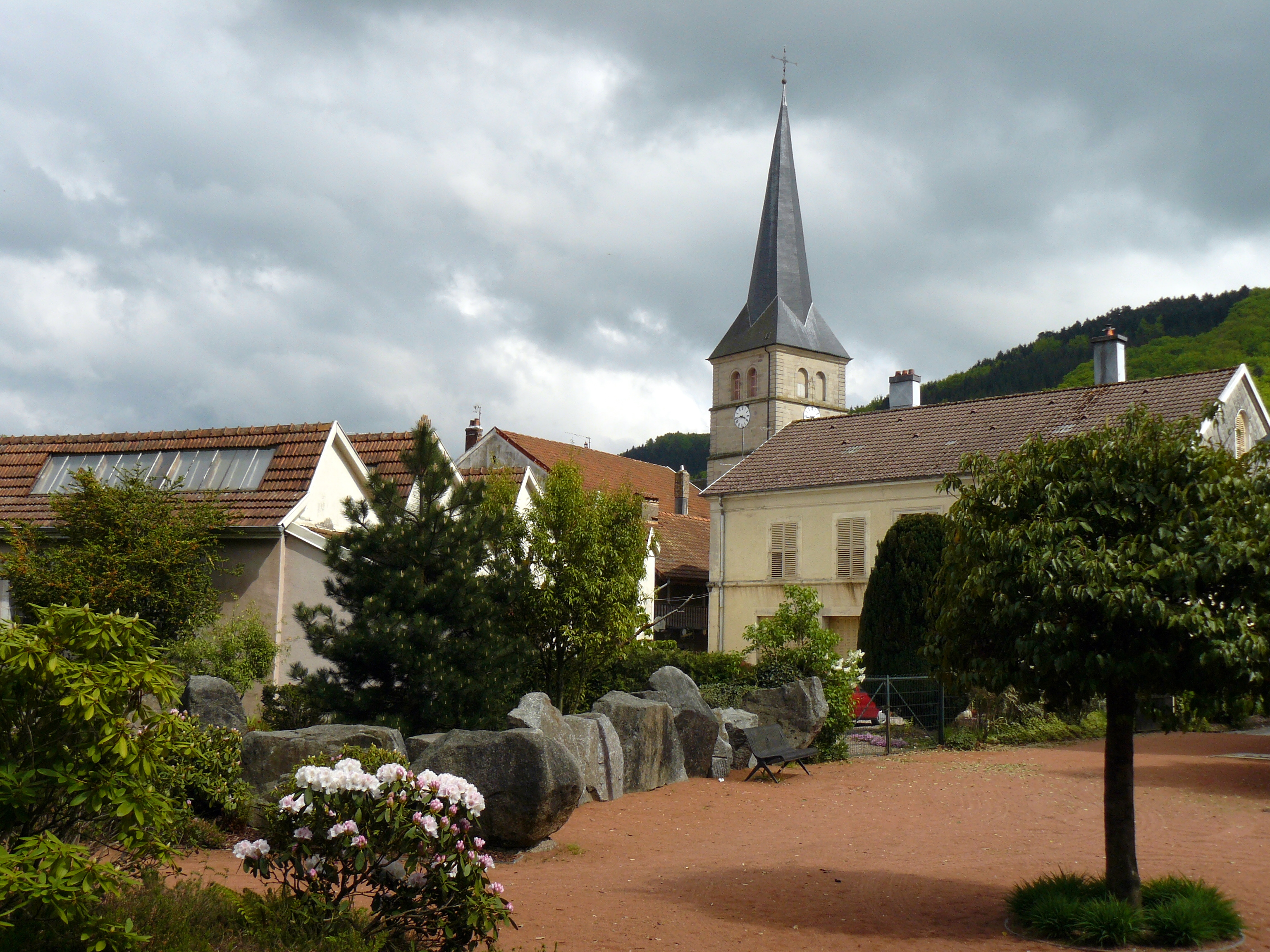
Le centre du village.

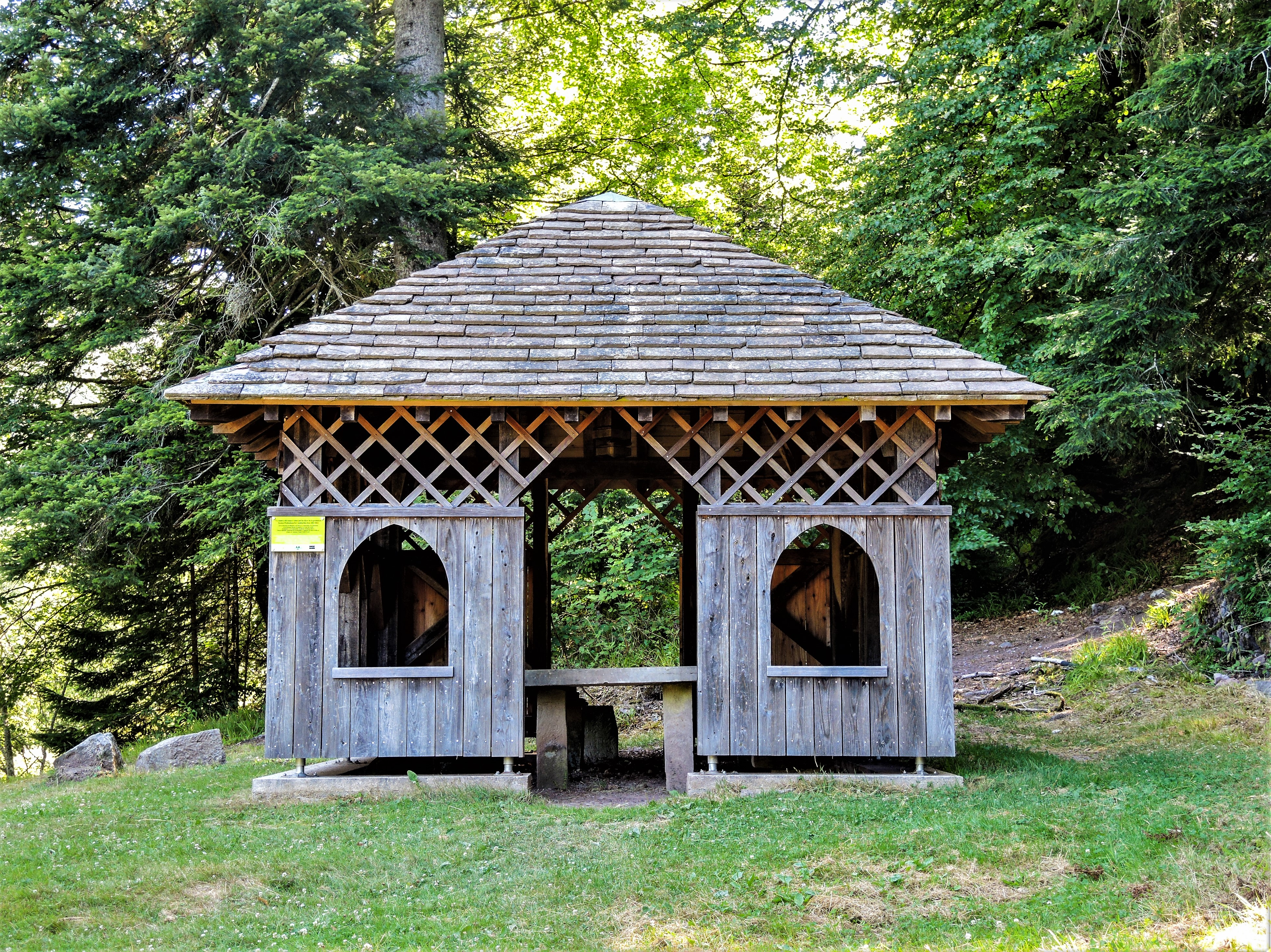
Le Chalet de l'Empereur.

- La cascade de Faymont[63] et la cascade du Géhard[64],[65].
- Le chalot : c'est un grenier à grains que l'on trouve à plus de 330 exemplaires sur un petit territoire situé à la limite des Vosges méridionales et des Vosges saônoises, limité à sept communes.
- Les scieries hydrauliques à cadre : ancienne scierie domaniale du Breuil, scierie de Faymont, ancienne scierie Lalouette[66].
- Depuis le 5 mai 2010, le territoire communal du Val-d'Ajol fait partie de l'aire de production du kirsch de Fougerolles.
- La Vallée des Roches[67] est un secteur de la vallée de la Combeauté compris entre les bois de la Vêche et du Bosson et traversé par la route départementale no 23. On peut notamment y voir la Roche Busenière, la Roche du Renard, la Citerne aux Ours... Depuis juillet 2012, une stèle rappelle la mort du lieutenant Booth, pilote américain de 22 ans qui a perdu la vie en octobre 1944 sur le sol ajolais[68]. Son corps repose au cimetière américain d'Épinal.
- Le monument aux morts, une plaque commémorative 1870-1871 (hall de la mairie), et le carré de corps restitués aux familles (cimetière communal)[69],[70].
- Chez Narcisse est un café, également salle de concert, existant depuis 1897[71]. Fondé par Alfred Collot, alors maréchal-ferrant, il fut repris par son fils, Narcisse en 1933. Toujours tenu par la même famille (Collot), cinq générations ont marqué l'établissement, ce qui en fait le plus vieux café de la région toujours tenu en famille. Cinéma de 1939 à 1961, salle de bal, de théâtre et désormais de concerts depuis 1986, lorsque Stéphanie Collot, petite-fille de Narcisse, lança grâce à l'aide de son équipe, le premier concert dans l'ancien cinéma. D'une capacité de 300 personnes, le lieu est connu du milieu punk, rock, métal et de la scène rock et alternative française. Trente années de concerts ont vu passer des artistes comme Parabellum, Shaka Ponk, Matmatah, Sanseverino, Tagada Jones, Tété, La Grande Sophie, Elmer Food Beat, Le Bal des enragés, Les Sheriff, Orange Blossom, Pierpoljak, Astonvilla, Pigalle, Les Garçons bouchers, The Popes, The Fleshtones.

### Édifices religieux

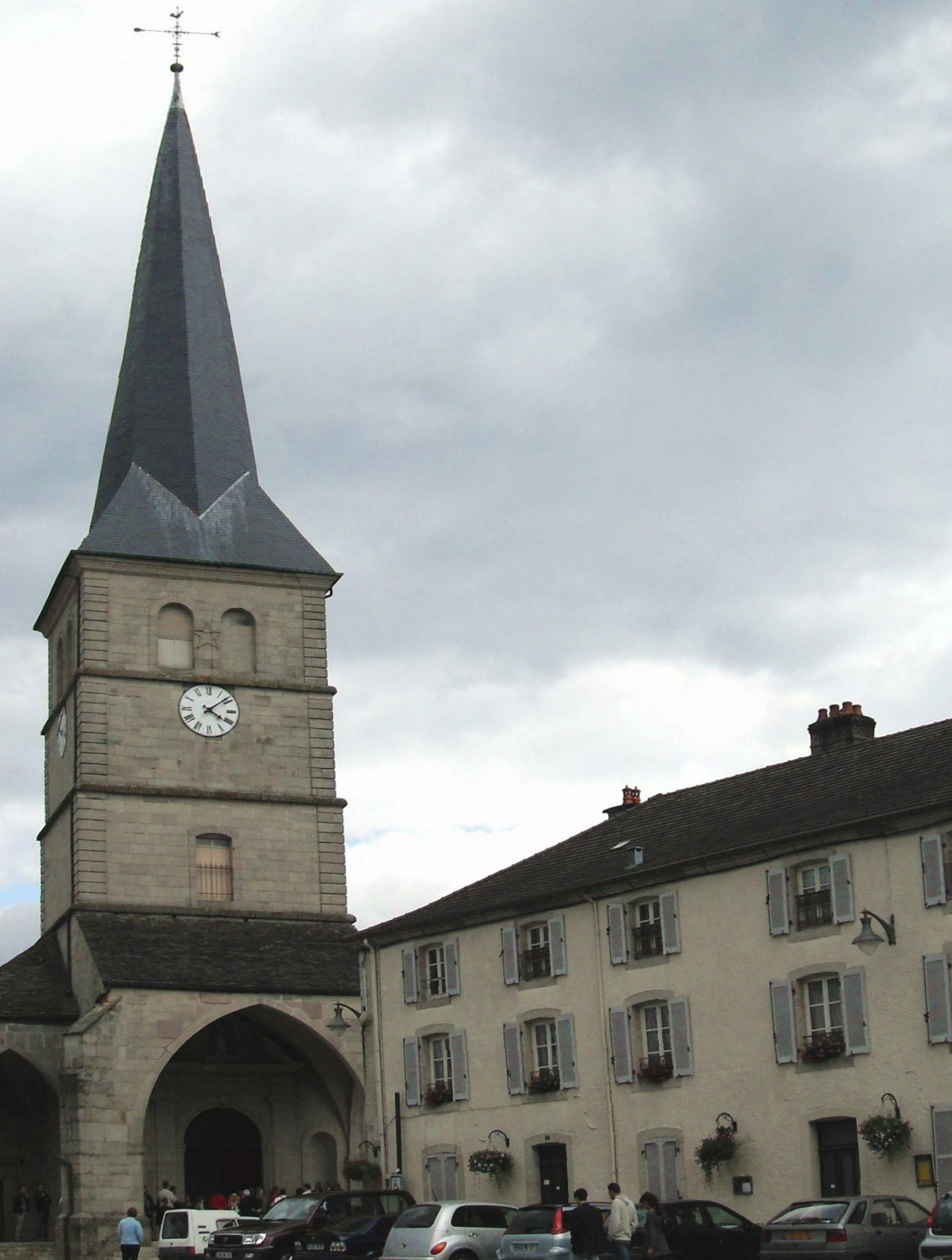
L'église.
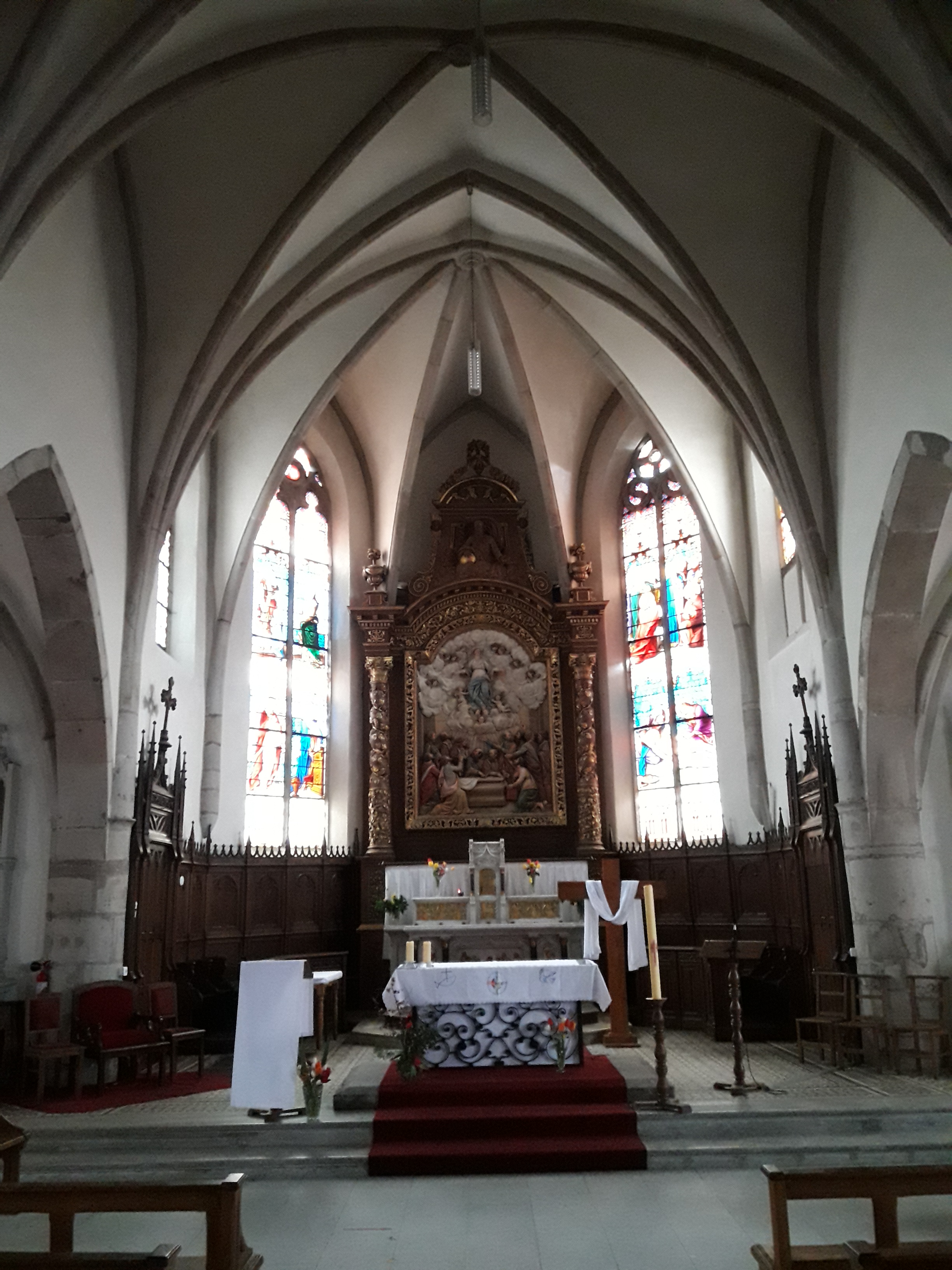
Le chœur de l'église Notre-Dame.
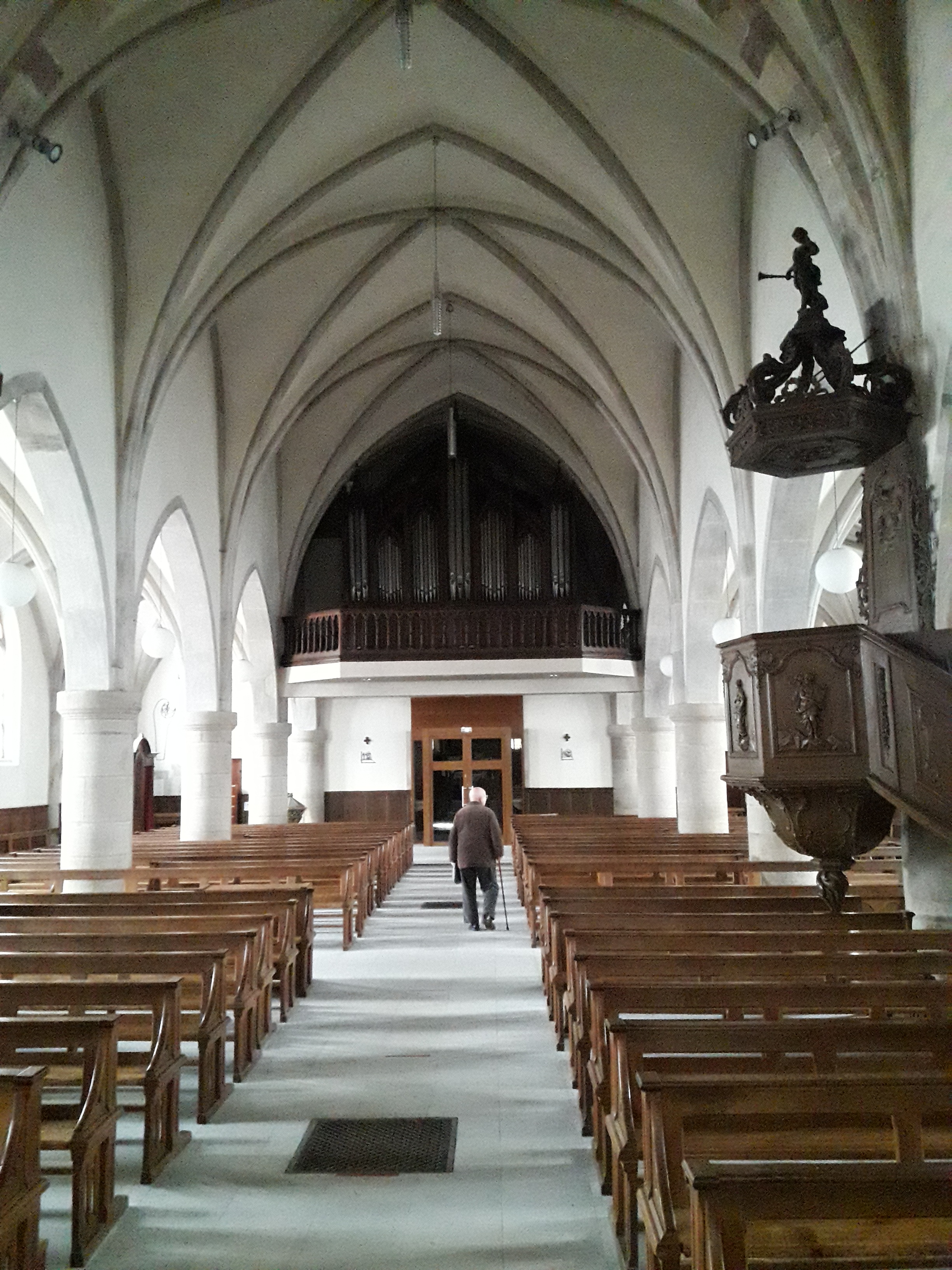
Orgue de l'église.
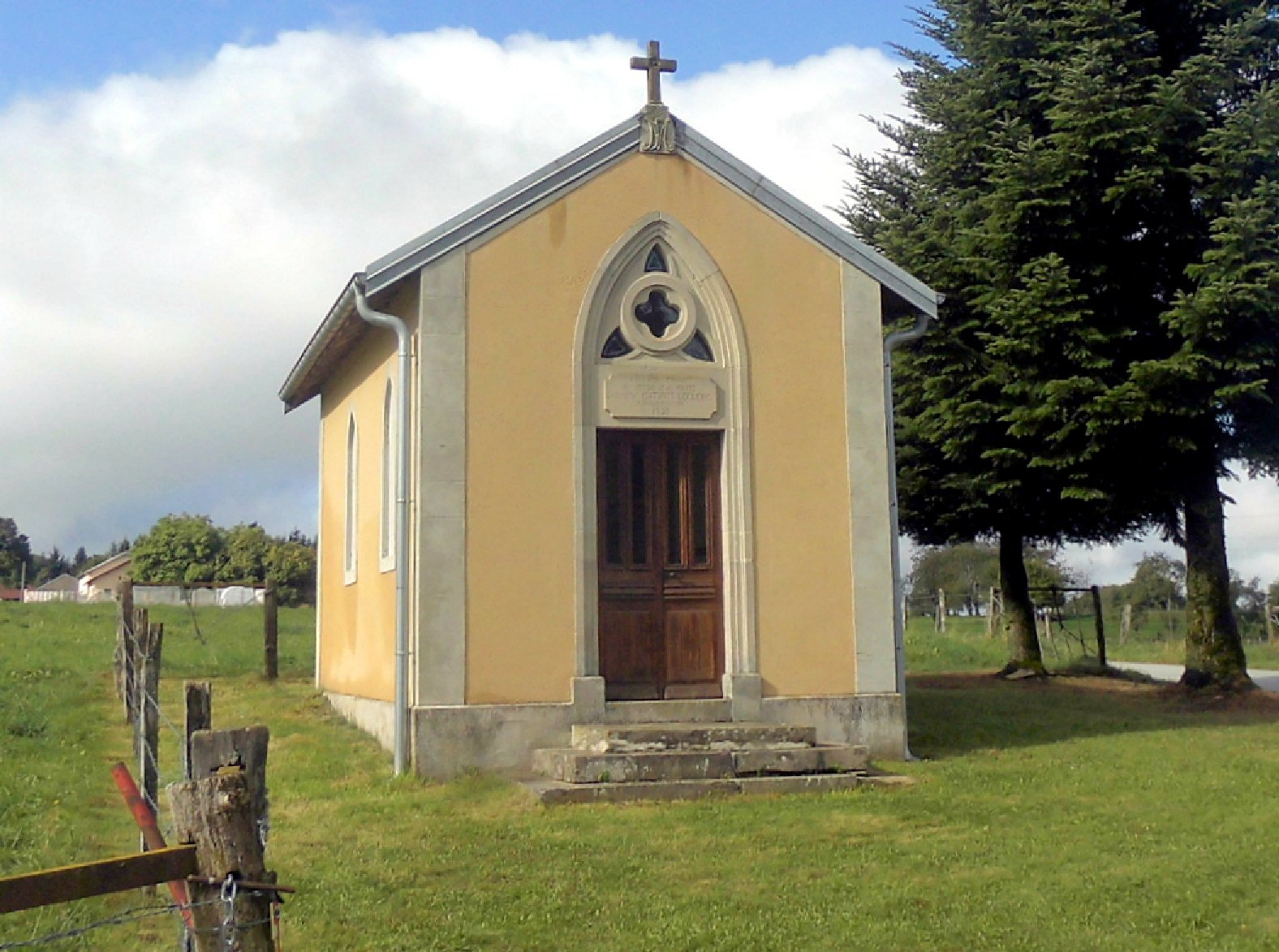
La Chapelle Mathiot.
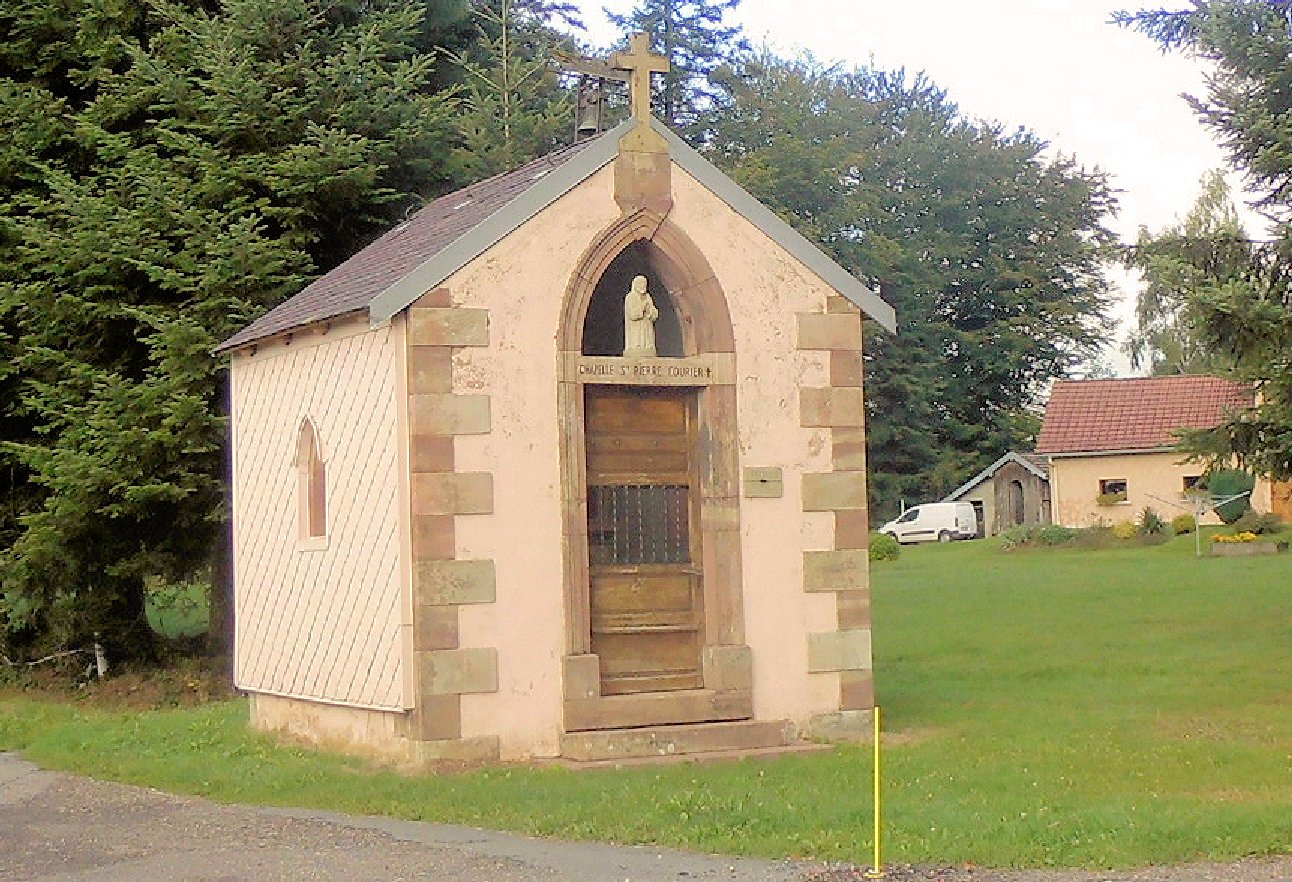
La Chapelle Saint-Pierre-Fourier du Motiron.
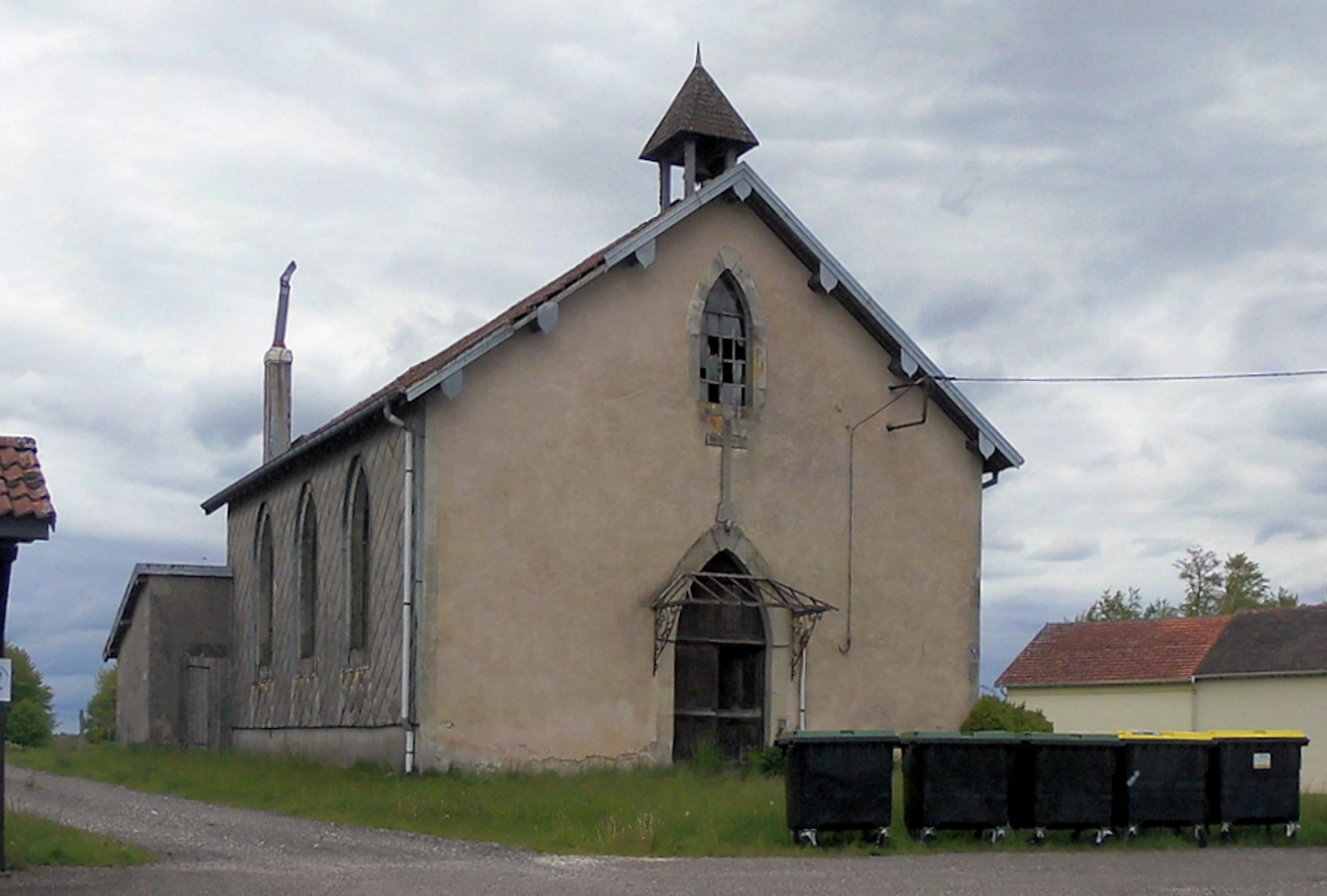
La Chapelle des Étangs.
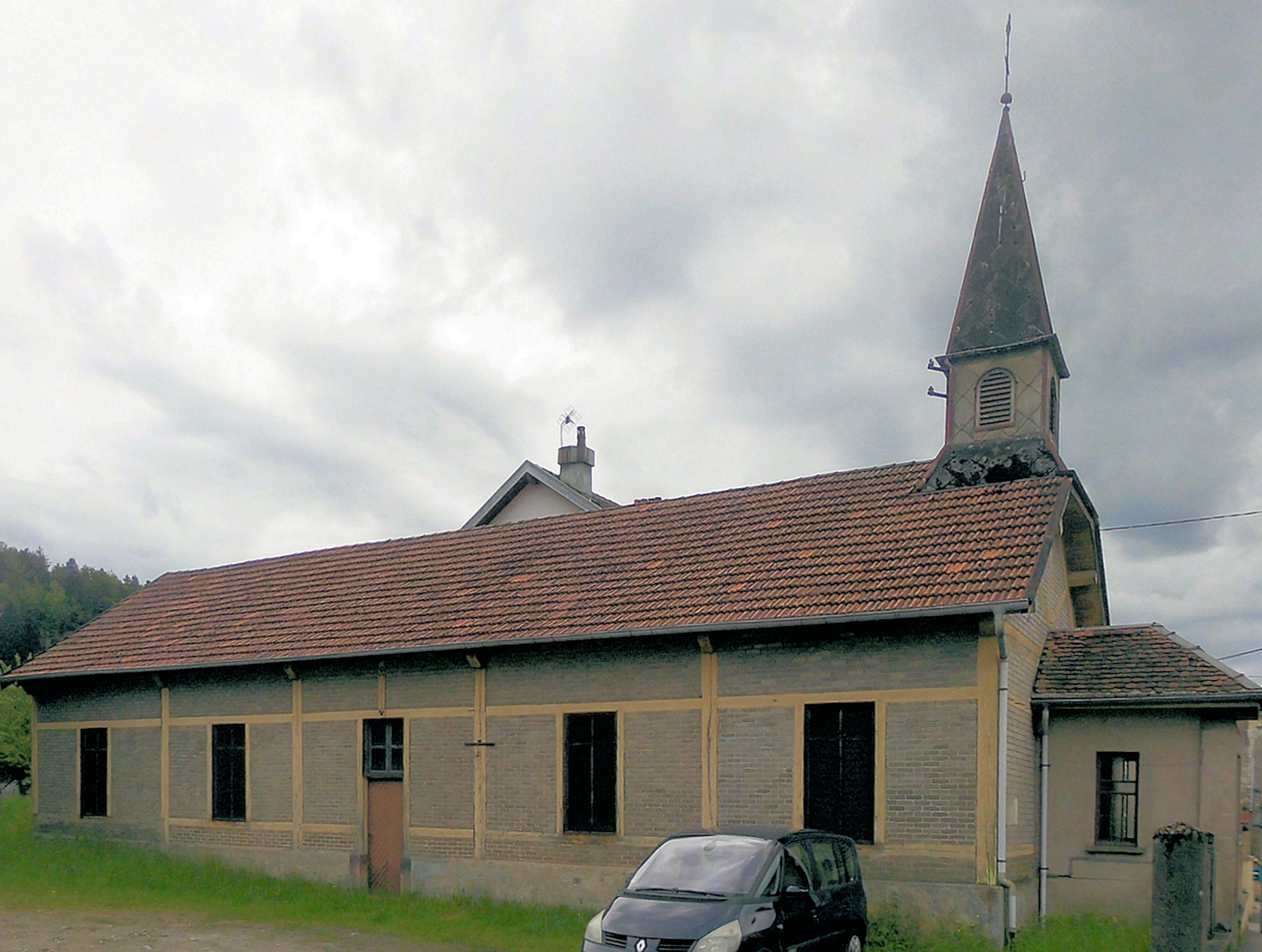
La chapelle de Faymont.
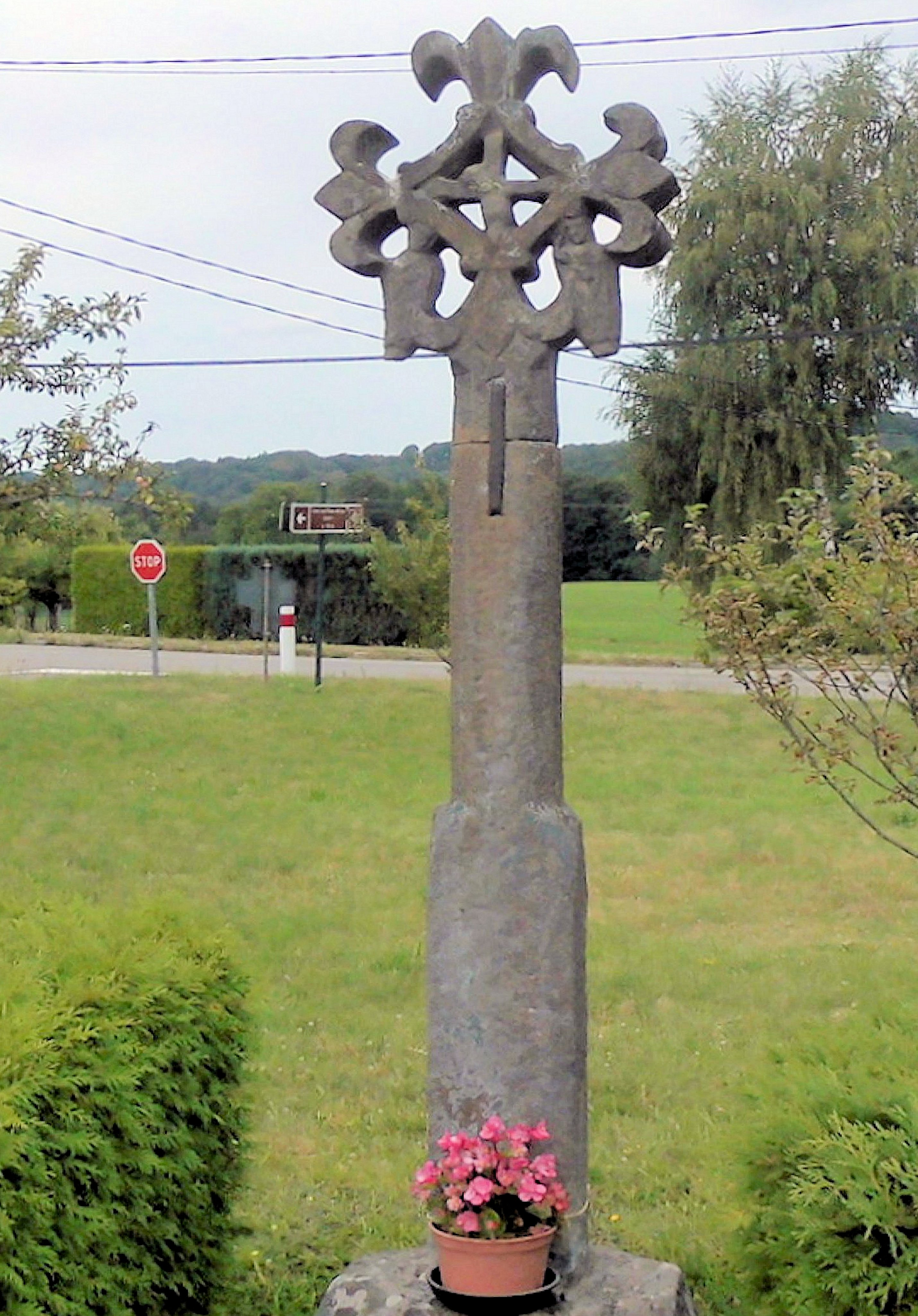
La Croix de Larrière.

- L'église Notre-Dame de l'Assomption[72],[73], inscrite sur l'inventaire supplémentaire des monuments historiques par arrêté du 16 février 1926[74],[75]. Son orgue de 1858 est transformé en 1885 et 1981[76],[77].
- La chapelle Mathiot[78].
- La chapelle Saint-Pierre-Fourier au lieu-dit Le Motiron[79].
- Circuit des Croix[80] de 145 croix répertoriées sur le site dont trois sont classées « monuments historiques » par arrêté du 16 septembre 1908 :
  - Croix de chemin du XVIe siècle, au hameau des Chênes sur la route de Val-d'Ajol à Fraymont[81],
  - Croix de carrefour dite du Jérenceau de 1626[82],
  - Croix de carrefour sise au hameau de Larrière, pierre du XVIIe siècle, route de Fougerolles[83].
- Prieuré d'Hérivaln construit vers 1080, dont il subsiste sa  maison d'hôtes.

### Le Val-d'Ajol dans la culture et les arts

#### Au cinéma
- Une scène (le meurtre à la station-service) de Baise-moi, de  Virginie Despentes et Coralie Trinh Thi  a été tournée au Val d'Ajol.
- L'équipe du tournage du film Les Rivières pourpres 2 : les Anges de l'Apocalypse, dont l'acteur Jean Reno, ont pris leur quartier dans un hôtel de la commune.
- Une bonne partie du film The Hornhunter, 2014, de Noël Loozen a été tournée au Val d'Ajol.

#### Dans la musique
Le Val d'Ajol est renommé pour la fabrication des Épinette des Vosges, un instrument de musique traditionnelle à cordes pincées de la famille des cithares.
La lutherie du Val-d'Ajol est citée pour la première fois dans un inventaire de 1730. Le modèle primitif à quatre cordes évolua au XVIIIe siècle vers un modèle à cinq cordes, toujours en vigueur. L'instrument est de petite taille ; entre 50 et 60 cm, en forme de parallélépipède à base allongée. Les frettes, au nombre de quatorze sur les modèles anciens, passèrent à 17 au XIXe siècle. La touche est diatonique, donnant un sol à vide, accordée en général pour jouer en do majeur.
Le plus grand artisan en fut Amé Lambert (1843-1908), qui fabriqua jusqu'à 500 épinettes par hiver.

### Personnalités liées à la commune
- Jean-Joseph Claude Descharrières (1744-1831), religieux originaire du hameau des Charrières. Il a laissé de nombreux écrits sur l'histoire du Val-d'Ajol.
- Gaston Vial (1891-1982), as de l'aviation.
- Aimé Duval (dit « Père Duval »), jésuite, et chanteur-compositeur de chansons religieuses, est né au Val-d'Ajol.
- Dominique Arnould, champion du monde de cyclo-cross en 1993 (à Corva en Italie), vainqueur d'étape sur le Tour de France 1992 à San Sebastian, bien que né à Luxeuil-les-Bains, a grandi au Val-d'Ajol.
- Richard Rognet, poète né au Val-d'Ajol, Il a obtenu en 2002 le Grand prix de Poésie de la Société des gens de lettres pour l'ensemble de son œuvre. Il habite Dommartin-lès-Remiremont.
- Napoléon III, lors de ses séjours à Plombières-les-Bains venait écouter des airs d'épinette à la Feuillée (dite aujourd'hui « Feuillée Dorothée » du prénom de celle qui jouait de cet instrument local à l'empereur). On trouve également souvenir de « Badinguet » au chalet de l'empereur[84] situé au lieu-dit « Le Breuil » non loin de l'ancien prieuré d'Hérival.
- Jean Dufy, peintre, ayant résidé au Val-d'Ajol après la Première Guerre mondiale[85].
- Léo Durupt, photographe, Résistant, est né le 30 mai 1900, au Val-d'Ajol.
- Véronique Mathieu, députée européenne y réside.
- Georges Kempf, pasteur et écrivain, né au Val-d'Ajol en 1916.
- Jacques Bassot, médecin né au Val-d'Ajol en 1923.
- Hervé Collot, ancien footballeur au Football Club de Nancy et ancien entraineur de l'AS Nancy Lorraine, né au Val-d'Ajol le 4 août 1932.
- Michel Joly, footballeur professionnel né en 1949 dans la commune.

### Héraldique
| Blason de Le Val-d'Ajol | Blason  | De gueules aux deux clefs d'argent passées en sautoir, au chef cousu de sinople chargé des lettres A et D antiques d'or. |
| Blason de Le Val-d'Ajol | Détails | Les clés en sautoir sont celles de saint Pierre, et indiquent que la commune dépendait de l'abbaye de Remiremont. AD signifie adiacum « sans servitude » en latin, puisque les chanoinesses de Remiremont n'exigeaient des habitants qu'un impôt de protection mais aucun travail ou autre servitude dans leurs différentes possessions Le statut officiel du blason reste à déterminer. |